# Juliana của Hà Lan
Nữ vương Juliana (Juliana Louise Emma Marie Wilhelmina; 30 tháng 4 năm 1909 – 20 tháng 3 năm 2004) là Nữ vương Hà Lan từ năm 1948 cho đến khi bà thoái vị năm 1980.
Juliana là người con duy nhất của Nữ vương Wilhelmina và Thân vương Heinrich xứ Mecklenburg-Schwerin. Bà nhận được một nền giáo dục tư nhân và nghiên cứu luật quốc tế tại Đại học Leiden. Năm 1937, bà kết hôn với Thân vương Bernhard xứ Lippe-Biesterfeld và họ có với nhau 4 cô con gái: Vương nữ Beatrix (nữ vương tương lai của Hà Lan), Vương tôn nữ Irene, Vương tôn nữ Margriet và Vương tôn nữ Christina. Trong cuộc xâm lược của Đức Quốc xã vào Hà Lan trong Thế chiến thứ hai, gia đình hoàng gia đã được sơ tán đến Vương quốc Anh. Vương nữ Juliana sau đó chuyển đến Canada cùng các con, trong khi  Nữ vương Wilhelmina và Thân vương Bernhard vẫn ở Anh. Gia đình hoàng gia trở về Hà Lan sau khi Hà Lan được Đồng minh giải phóng vào năm 1945.
Do sức khỏe không tốt của Nữ vương Wilhelmina, Juliana đảm nhận các nhiệm vụ hoàng gia một thời gian ngắn vào năm 1947 và 1948. Vào tháng 9 năm 1948, Wilhelmina thoái vị và Juliana tiếp nhận ngai vàng của Hà Lan. Triều đại của bà đã chứng kiến quá trình phi thực dân hóa và độc lập của Đông Ấn Hà Lan (nay là Indonesia) và Suriname. Bất chấp hàng loạt tranh cãi liên quan đến hoàng gia, Juliana vẫn là một nhân vật được người Hà Lan yêu mến.
Trong quá trình Juliana mang thai người con gái út, Vương nữ Christina, nữ vương đã mắc phải rubella, chính căn bệnh này đã khiến cho đứa bé khi sinh ra giảm thị lực đến mức có thể bị mù loà. Sự việc này đã ảnh hưởng nặng nề lên tâm lý của nữ vương, khiến bà đã tin vào Greet Hofmans, người chuyên chữa bệnh bằng các hình thức tâm linh. Chính hành động này của Juliana đã làm rạn nứt nghiêm trọng tình cảm hôn nhân giữa bà và chồng, làm suy giảm lòng trung thành của thần dân cũng như chính phủ dành cho nền quân chủ Hà Lan. Nhưng sau đó, chính phủ cùng triều đình đã đứng về phe của Thân vương Bernhard và trục xuất Hofmans, chấm dứt mọi hiểm hoạ lâu dài có thể làm xụp đổ triều đại như trường hợp của Rasputin trong triều đình của Nga hoàng Nikolai II. Hai người con gái lớn của bà là vuơng nữ Beatrix và vuơng nữ Irene cũng đã khiến cho bà gần như bị ép phải thoái vị vì những cuộc hôn nhân không được lòng của người Hà Lan, nhưng cuối cùng, tất cả đều được giải quyết một cách ổn thoả, phần lớn nhờ vào tình yêu của thần dân dành cho Nữ vương trong giai đoạn hậu chiến.
Vào ngày 30 tháng 4 năm 1980, Juliana thoái vị để nhường ngôi cho con gái lớn là Vương nữ Beatrix. Sau khi tạ thế vào năm 2004 ở tuổi 94, bà là Cựu vương sống thọ nhất trên thế giới.
Nữ vương Juliana còn được biết đến là bà ngoại của tất cả con gái của bà lần lượt là Beatrix (cựu nữ vương Hà Lan từ năm 1980-2013); Irene (cựu vương nữ Hà Lan) Margriet ; (người đang đứng thứ 8 trong kế vị ngai vàng) Christina (qua đời năm 2019)

## Cuộc sống đầu đời và giáo dục

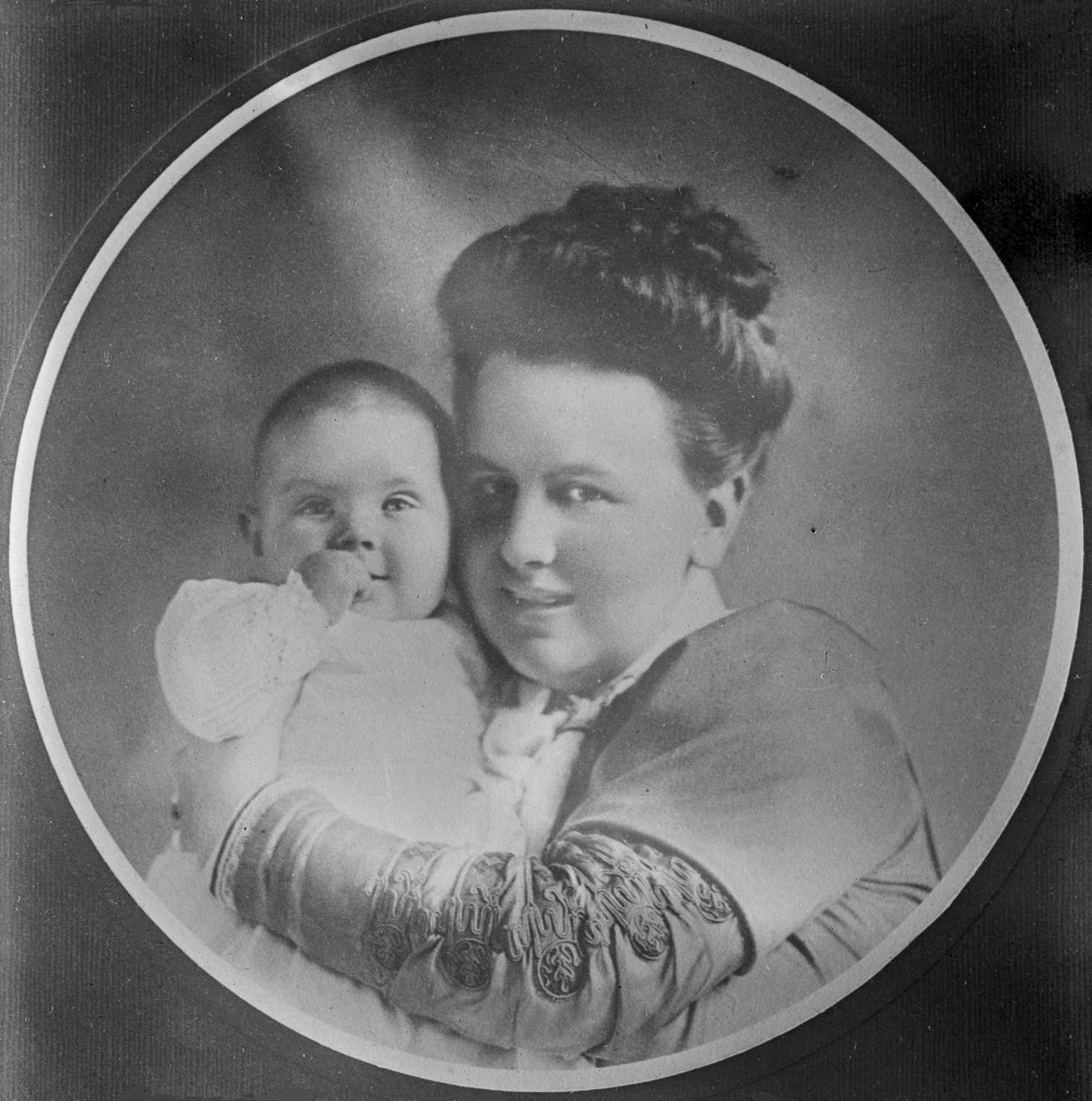
Nữ vương Wilhelmina năm 29 tuổi cùng người thừa kế được chờ đợi từ lâu, Vương nữ Juliana

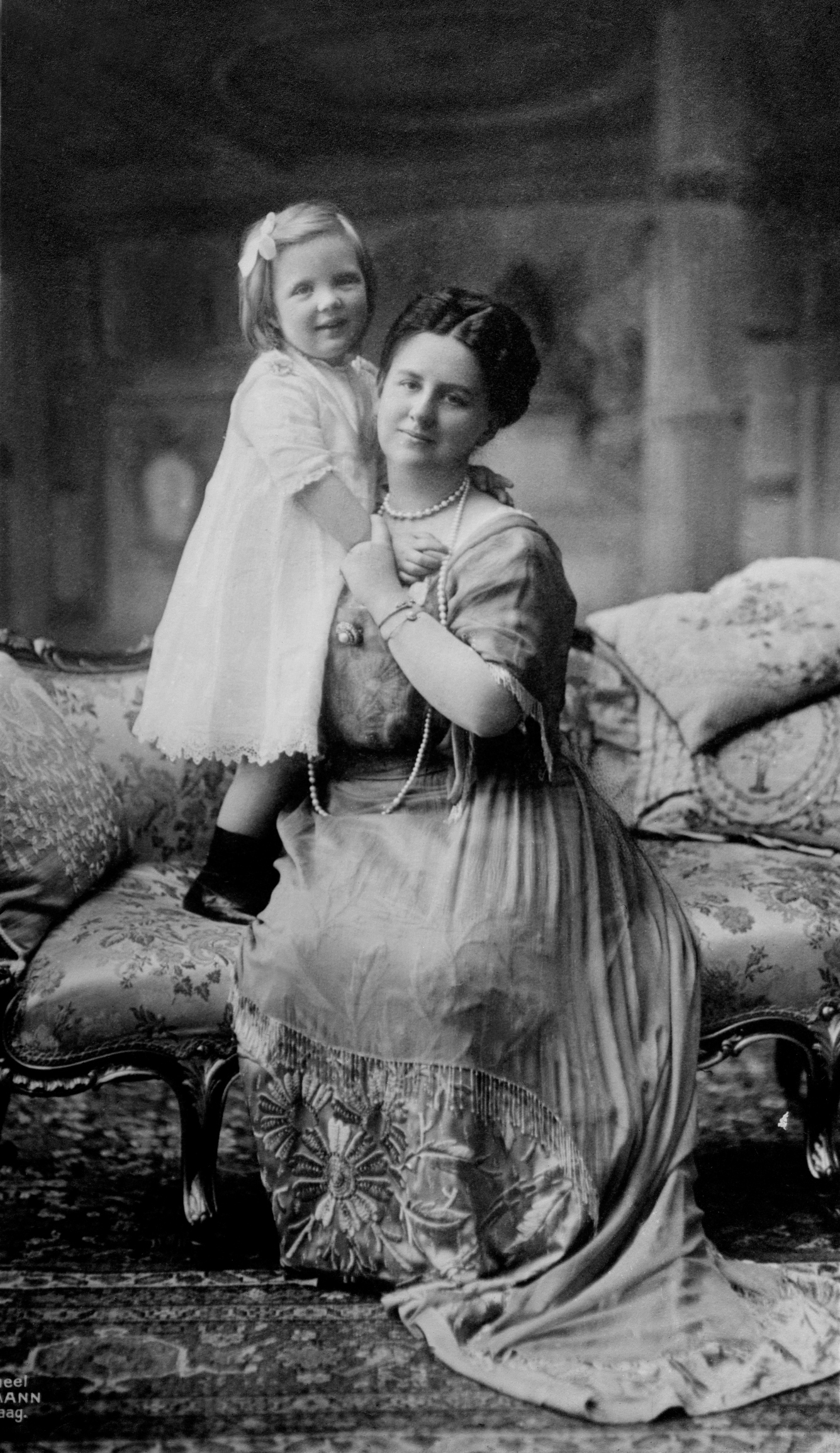
Nữ vương Wilhelmina với con gái Juliana, năm 1914

Vương nữ Juliana sinh ngày 30 tháng 4 năm 1909 tại Cung điện Noordeinde ở The Hague, là con duy nhất của đương kim Nữ vương Hà Lan, Wilhelmina. Cha bà là Công tước Heinrich xứ Mecklenburg-Schwerin. Bà là em bé hoàng gia Hà Lan đầu tiên kể từ khi Wilhelmina được sinh ra vào năm 1880. Wilhelmina đã bị sẩy thai hai lần và một lần thai chết lưu, làm tăng nguy cơ xảy ra cuộc khủng hoảng kế vị.
Họ hàng gần nhất của Nữ vương đương nhiệm là Thân vương Heinrich XXXII Reuss xứ Köstritz, người có mối quan hệ chặt chẽ với Đế quốc Đức, khiến ông không được ưa thích ở Hà Lan. Do đó, sự ra đời của Juliana đã đảm bảo sự sống còn của gia đình hoàng gia. Mẹ của bà bị sẩy thai thêm hai lần nữa sau khi bà chào đời, Juliana là đứa con duy nhất của cặp vợ chồng hoàng gia. Theo một số nguồn tin, Juliana hạnh phúc khi được làm con một vì điều đó có nghĩa là bà không phải đấu tranh để được chú ý.
Juliana trải qua thời thơ ấu tại Cung điện Het Loo ở Apeldoorn, và ở Cung điện Noordeinde và Cung điện Huis ten Bosch ở The Hague. Một lớp học nhỏ được thành lập tại Cung điện Noordeinde theo lời khuyên của nhà giáo dục Jan Ligthart để Vương nữ bắt đầu học từ năm sáu tuổi cùng với trẻ em cùng tuổi. Những đứa trẻ này là Nam tước Elise Bentinck, Nam tước Elisabeth van Hardenbroek và Jonkvrouwe Miek (Mary) de Jonge.
Vì hiến pháp Hà Lan quy định rằng Vương nữ Juliana phải sẵn sàng kế vị ngai vàng ở tuổi 18, quá trình học tập của bà diễn ra với tốc độ nhanh hơn hầu hết trẻ em. Sau 5 năm học tiểu học, Vương nữ học trung học (đến trình độ dự bị đại học) từ các gia sư riêng.
Vào ngày 30 tháng 4 năm 1927, Juliana tổ chức sinh nhật lần thứ 18 của mình. Theo hiến pháp, bà đã chính thức đến tuổi trưởng thành và được quyền đảm nhận đặc quyền hoàng gia, nếu cần thiết. Hai ngày sau, mẹ bà đưa bà vào "Raad van State" ("Hội đồng Nhà nước").
Cùng năm đó, Vương nữ đăng ký làm sinh viên tại Đại học Leiden. Trong những năm đầu tiên ở trường đại học, và đã tham dự các bài giảng về xã hội học, luật học, kinh tế, lịch sử tôn giáo, lịch sử quốc hội và luật hiến pháp. Trong quá trình học, bà cũng tham dự các bài giảng về văn hóa của Suriname và Antille thuộc Hà Lan, các vấn đề quốc tế, luật quốc tế, lịch sử và luật Châu Âu. Bà tốt nghiệp đại học năm 1930 với bằng cử nhân luật quốc tế. Juliana được dạy văn học Hy Lạp bởi Sophia Antoniadis, nữ giáo sư đầu tiên của trường đại học.

## Hôn nhân

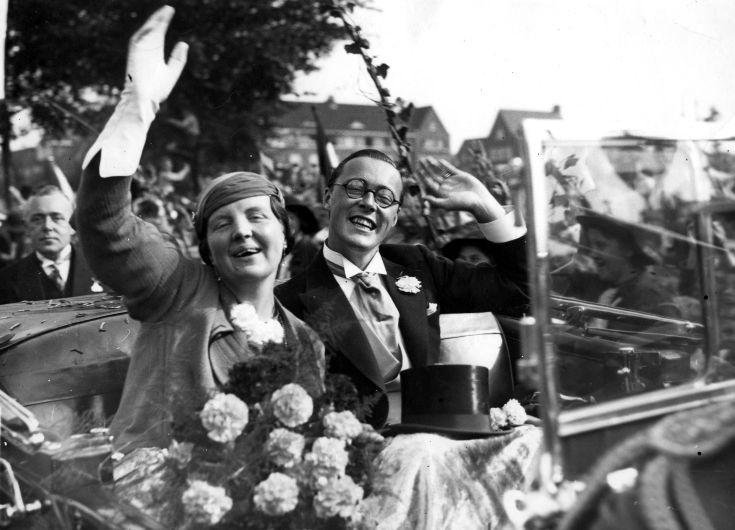
Vương nữ Juliana và Thân vương Bernhard tổ chức lễ đính hôn tại Amsterdam

Vào những năm 1930, Nữ vương Wilhelmina bắt đầu tìm kiếm một người chồng phù hợp cho con gái mình. Vào thời điểm đó, Nhà Oranje-Nassau là một trong những gia đình hoàng gia áp dụng nguyên tắc tôn giáo nghiêm khắc nhất trên thế giới, và rất khó tìm được một Thân vương theo đạo Tin lành phù hợp với tiêu chuẩn của họ. Các Vương tử từ Vương quốc Anh và Thụy Điển đã được "kiểm tra" nhưng bị từ chối hoặc bị chính vương nữ Juliana từ chối.
Tại Thế vận hội mùa đông năm 1936 ở Bayern, bà gặp Thân vương Bernhard xứ Lippe-Biesterfeld, một Thân vương trẻ người Đức, là anh họ đời thứ 7 của bà, vì cả hai đều là hậu duệ của Lebrecht, Thân vương xứ Anhalt-Zeitz-Hoym. Đẳng cấp và tôn giáo của ông phù hợp với Juliana; vì vậy lễ đính hôn hoàng gia của Vương Juliana là do mẹ bà sắp đặt. Juliana đã yêu vị hôn phu của mình sâu sắc, một tình yêu kéo dài suốt đời và đã chịu đựng sự chia ly trong chiến tranh cũng như những cuộc tình ngoài hôn nhân của Bernhard và những đứa con ngoài giá thú ông. Nữ vương Wilhelmina, lúc bấy giờ là người phụ nữ giàu nhất thế giới, không còn cơ hội nào nữa để tìm một vị hôn phu cho con gái. Wilhelmina đã nhờ luật sư của mình soạn thảo một thỏa thuận tiền hôn nhân trong đó nêu rõ chính xác những gì Thân vương Bernhard có thể và không thể làm cũng như số tiền anh ta sẽ nhận được từ tài sản hoàng gia. Lễ đính hôn của cặp đôi được công bố vào ngày 8 tháng 9 năm 1936.

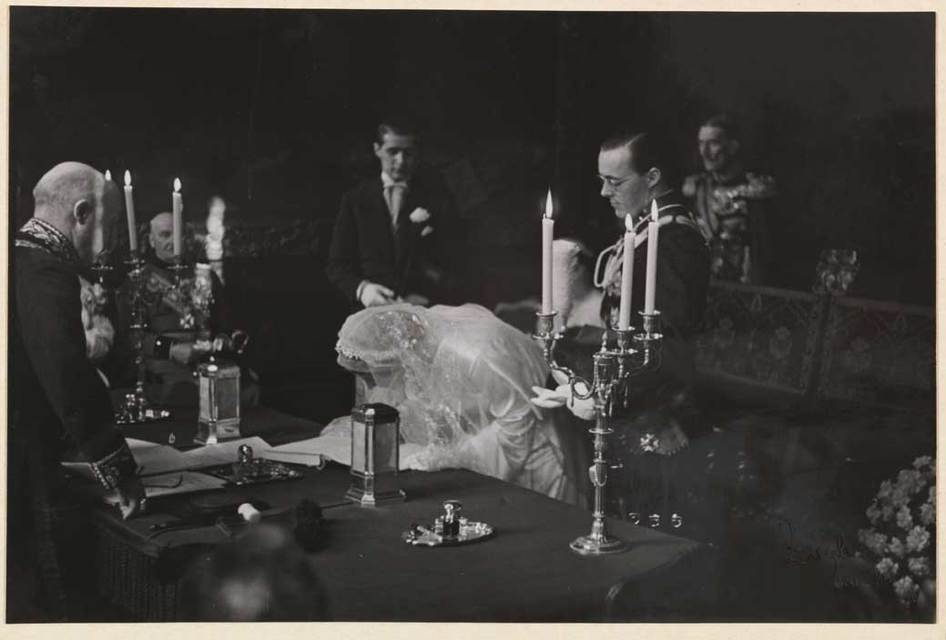
Juliana ký vào sổ đăng ký kết hôn

Thông báo về đám cưới của vương nữ Juliana và Thân vương Bernhard đã chia rẽ một đất nước Hà Lan vốn không tin tưởng vào nước Đức dưới thời Adolf Hitler. Trước đám cưới, vào ngày 24 tháng 11 năm 1936, Thân vương Bernhard được cấp quốc tịch Hà Lan và đổi cách viết tên của mình từ tiếng Đức sang tiếng Hà Lan. Họ kết hôn tại The Hague vào ngày 7 tháng 1 năm 1937, ngày mà ông bà ngoại của Vương nữ Juliana, Vua Willem III và Vương hậu Emma, kết hôn 58 năm trước đó. Nghi lễ dân sự được tổ chức tại Tòa thị chính The Hague và hôn lễ được cử hành tại Nhà thờ lớn (St. Jacobskerk), cũng nằm ở The Hague. Những phù dâu được Juliana chọn đều là họ hàng hoặc bạn bè của gia đình. Những người này bao gồm Nữ công tước Woizlawa Feodora xứ Mecklenburg (chị em họ đời đầu tiên của bà), Nữ công tước Thyra xứ Mecklenburg-Schwerin (chị em họ đời thứ hai của bà), Nữ đại công tước Kira Kirillovna của Nga (anh họ đầu tiên của bà đã từng bị loại bỏ), Công nữ Sophie xứ Sachsen-Weimar-Eisenach (chị em họ đời thứ hai của bà), và hai người chị em họ đời đầu tiên của Bernhard là Thân vương nữ Sieglinde xứ Lippe và Thân vương nữ Elisabeth xứ Lippe.
Món quà cưới là chiếc du thuyền hoàng gia, Piet Hein. Đôi vợ chồng trẻ chuyển đến Cung điện Soestdijk ở Baarn.
Con gái đầu trong số 4 cô con gái lớn của họ, Vương tôn nữ Beatrix, sinh ngày 31 tháng 1 năm 1938 (người sau này trở thành Nữ vương Hà Lan) , tiếp theo là cô con gái thứ hai Vương tôn nữ Irene vào ngày 5 tháng 8 năm 1939.

## Sống lưu vong tại Canada
Vào ngày 12 tháng 5 năm 1940, trong cuộc xâm lược Hà Lan của Đức trong Chiến tranh thế giới thứ hai, Thân vương Bernhard và Vương nữ Juliana được sơ tán đến Vương quốc Anh, Nữ vương Wilhelmina và những nhà chính trị Hà Lan đã tiến hành thành lập chính phủ Hà Lan lưu vong tại Anh. Vương nữ ở đó một tháng trước khi đưa các con đến Ottawa, thủ đô của Canada ở bên kia bờ Đại Tây Dương, nơi bà cư trú tại Stornoway ở ngoại ô Rockcliffe Park. Mẹ và chồng bà vẫn ở Anh với chính phủ Hà Lan lưu vong.

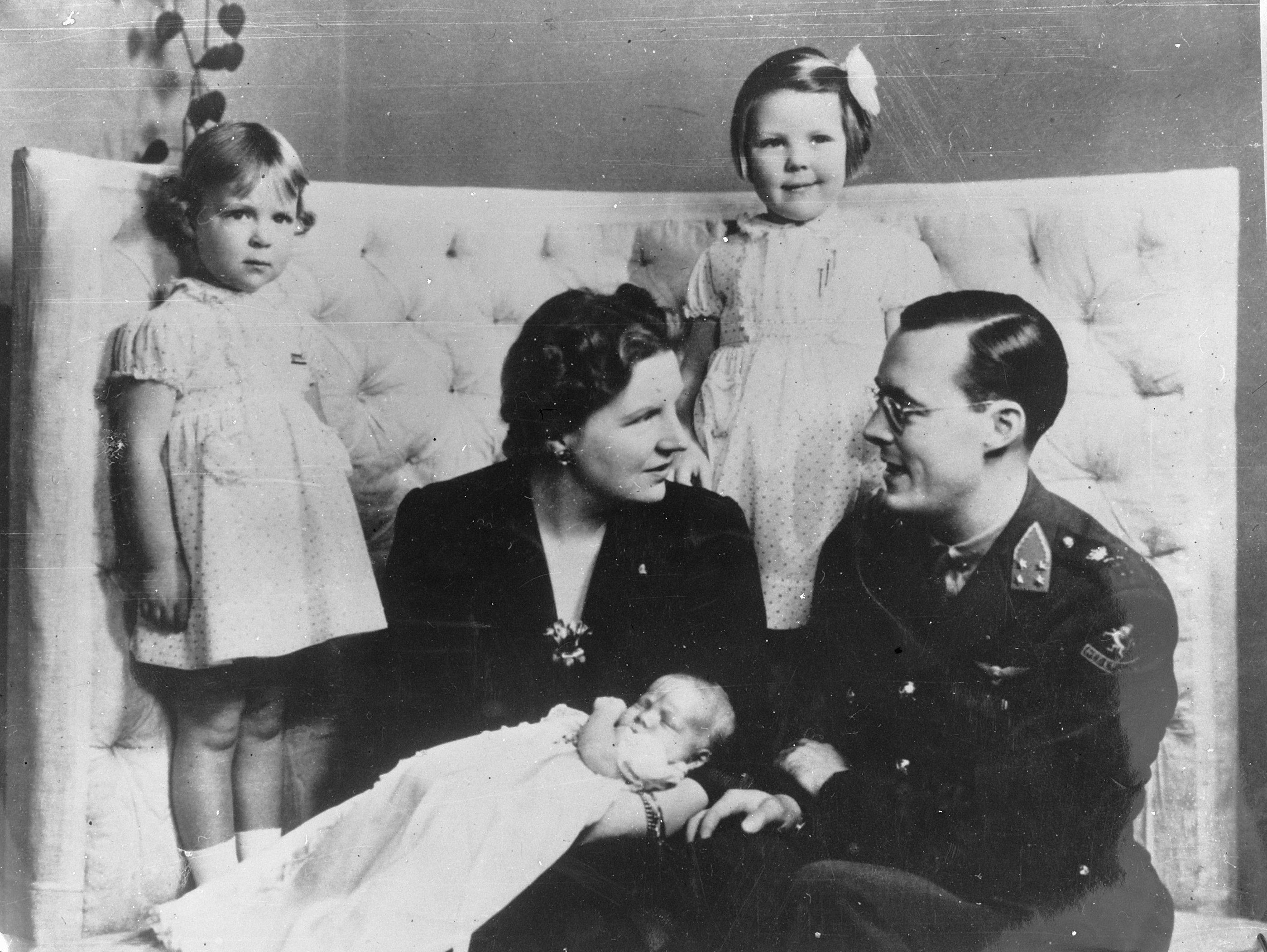
Juliana cùng chồng và các con gái ở Ottawa năm 1943

Khi đứa con thứ ba của bà, Vương tôn nữ Margriet, chào đời vào ngày 19 tháng 1 năm 1943, Toàn quyền Canada là Lãnh chúa xứ Athlone đã ban hành sự đồng ý của hoàng gia đối với một đạo luật đặc biệt tuyên bố phòng sinh của Vương nữ Juliana tại Bệnh viện Công dân Ottawa là quyền ngoại trị để đứa trẻ mới được sinh ra sẽ chỉ giữ quốc tịch Hà Lan chứ không phải đa quốc tịch. Nếu những sự sắp xếp này không được thực hiện, Vương tôn nữ Margriet sẽ không được xếp vào hàng kế vị. Chính phủ Canada đã treo lá cờ ba màu của Hà Lan trên Tháp Hòa bình của Toà nhà quốc hội trong khi dàn nhạc Carillon của họ vang lên âm nhạc Hà Lan khi biết tin Vương tôn nữ Margriet chào đời. Thân vương Bernhard, người vẫn ở London để hỗ trợ mẹ vợ, Nữ vương Wilhelmina và chính phủ Hà Lan lưu vong, đã đến thăm gia đình ông ở Canada và ở đó dự lễ sinh của Margriet. Sự ấm áp thực sự của Vương nữ Juliana và cử chỉ của những người chủ nhà Canada đã tạo nên một mối liên kết lâu dài, mối liên kết này càng được củng cố khi hàng nghìn binh sĩ Canada chiến đấu và hy sinh vào năm 1944 và 1945 để giải phóng Hà Lan khỏi Đức Quốc xã. Bà cùng Nữ vương Wilhelmina trở về bằng máy bay vận tải quân sự đến vùng giải phóng của Hà Lan vào ngày 2 tháng 5 năm 1945, gấp rút đến Breda để thành lập chính phủ Hà Lan lâm thời. Khi về đến nhà, bà bày tỏ lòng biết ơn tới Canada bằng cách gửi cho thành phố Ottawa 100.000 củ hoa tulip. Juliana đã dựng một bục giảng bằng gỗ và một tấm bảng bằng đồng để tạ ơn Nhà thờ Trưởng lão St. Andrew (Ottawa) vì lòng hiếu khách của họ trong thời gian bà cư trú tại Ottawa.

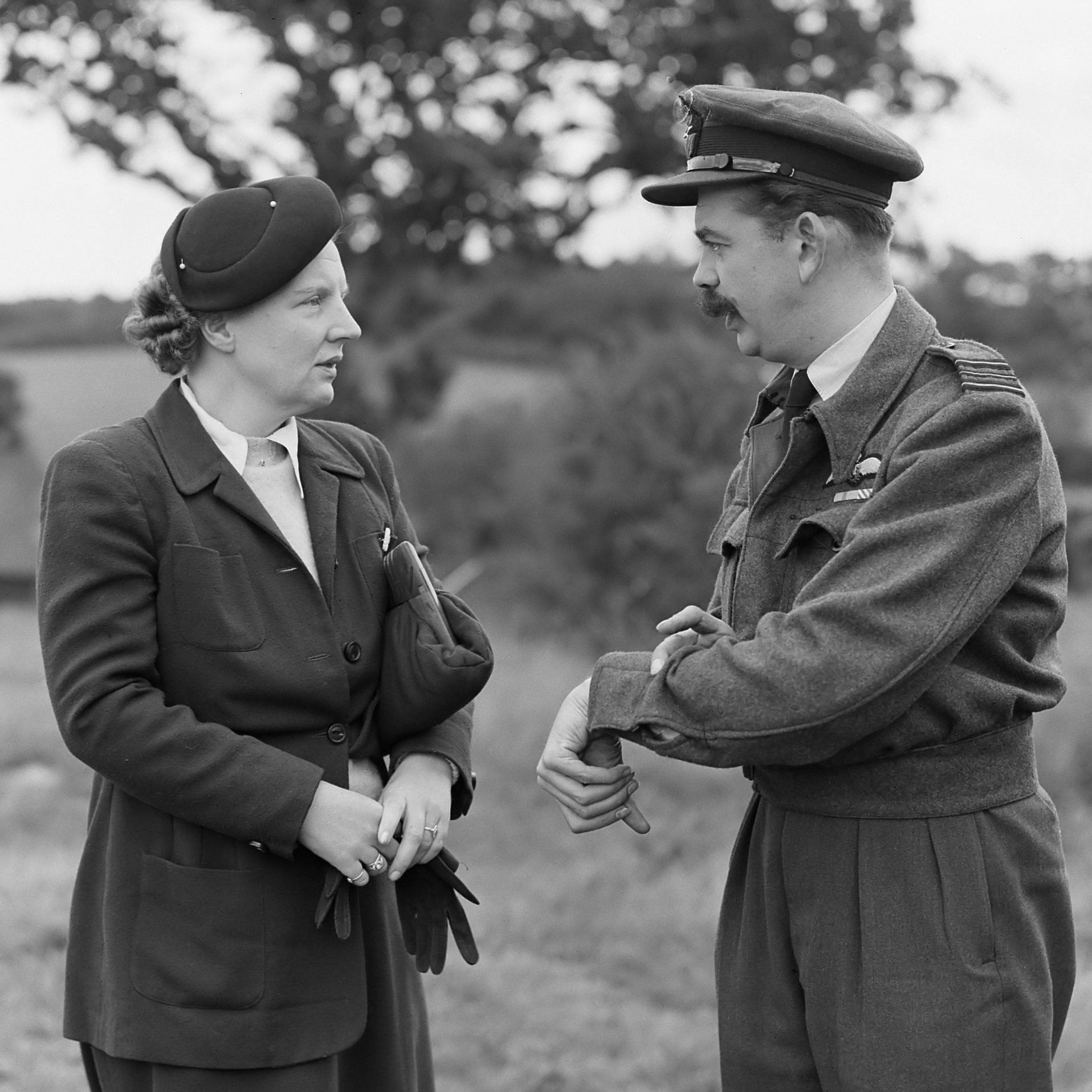
Juliana gặp RAF phi công Kees van Eendenburg tại Deanland năm 1944

Vào ngày 24 tháng 6 năm 1945, bà cùng con tàu RMS Queen Elizabeth từ Gourock, Scotland, đến Hoa Kỳ, nơi đăng ký thường trú cuối cùng của bà là London, Anh. Năm sau (1946), Juliana tặng thêm 20.500 củ hoa tulip nữa, với yêu cầu một phần trong số này sẽ được trồng trong khuôn viên của Bệnh viện Công dân Ottawa nơi bà đã sinh ra Vương tôn nữ Margriet. Đồng thời, bà hứa với Ottawa một món quà hoa tulip hàng năm trong suốt cuộc đời của bà để thể hiện sự trân trọng lâu dài của bà đối với lòng hiếu khách trong thời chiến của Canada. Hàng năm Ottawa tổ chức Lễ hội hoa Tulip Canada để kỷ niệm món quà này.
Vào ngày 2 tháng 5 năm 1945, Vương nữ Juliana cùng mẹ được đưa trở lại đất Hà Lan. Ban đầu họ sống trong những khu nhà tạm bợ ở Anneville, ngay phía Nam Breda. Juliana đã tham gia vào hoạt động cứu trợ sau chiến tranh cho người dân ở miền Bắc Hà Lan, những người đã phải chịu đựng nạn đói trong Mùa đông đói khát năm 1944–1945, đã cướp đi sinh mạng của nhiều người đồng hương của bà. Bà rất tích cực với tư cách là chủ tịch Hội Chữ thập đỏ Hà Lan và hợp tác chặt chẽ với tổ chức Tái thiết Quốc gia. Phong thái giản dị của bà khiến người dân quý mến bà đến mức phần lớn người dân Hà Lan đã sớm muốn Nữ vương Wilhelmina thoái vị để nhường ngôi cho bà. Vào mùa xuân năm 1946, Vương nữ Juliana và Thân vương Bernhard đã đến thăm các quốc gia đã giúp đỡ Hà Lan trong thời kỳ chiếm đóng.
Trong thời gian mang thai đứa con cuối cùng, Vương tôn nữ Marijke Christina, Vương nữ Juliana mắc bệnh rubella. Christina sinh năm 1947 bị cườm khô ở cả hai mắt và nhanh chóng được chẩn đoán là gần như mù hoàn toàn một mắt và bị hạn chế nghiêm trọng ở mắt còn lại. Mặc dù bị khiếm thị nhưng Christina, như tên gọi của cô, vẫn là một đứa trẻ vui vẻ và có năng khiếu với tài năng về ngôn ngữ và khả năng cảm thụ âm nhạc tốt. Theo thời gian và với những tiến bộ của công nghệ y tế, thị lực của cô đã được cải thiện đến mức với sự hỗ trợ của cặp kính, cô có thể đi học và thậm chí đi xe đạp. Tuy nhiên, trước khi điều đó xảy ra, mẹ cô đã bám vào bất kỳ sợi dây nào mang lại hy vọng chữa khỏi bệnh cho cô, đã chịu ảnh hưởng mạnh mẽ của Greet Hofmans, một người chữa bệnh bằng đức tin với những niềm tin phi chính thống, người bị "nhiều kẻ gièm pha" coi là là một kẻ giả mạo.

## Trị vì

### Nhiếp chính và thời kỳ trì vị ban đầu

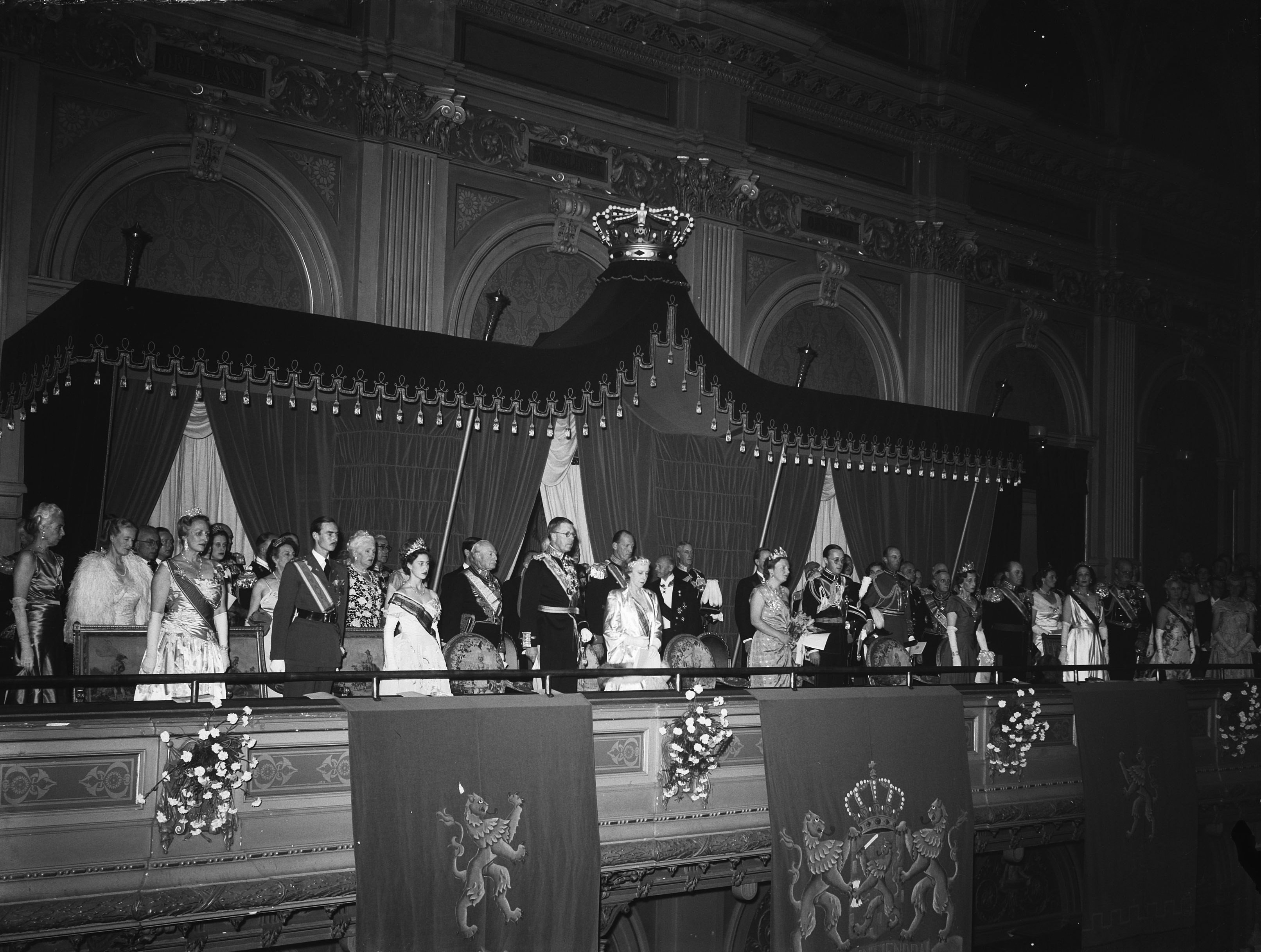
Lễ lên ngôi của Nữ vương Juliana, 1948

Sức khỏe ngày càng xuống dốc của Nữ vương Wilhelmina khiến bà ngày càng khó thực hiện nhiệm vụ quân chủ của mình. Vương nữ Juliana buộc phải đảm nhận vai trò nhiếp chính vương từ ngày 14 tháng 10 đến ngày 1 tháng 12 năm 1947. Wilhelmina nghiêm túc cân nhắc việc thoái vị để ủng hộ Juliana lên ngôi vào cuối năm 1947, nhưng Juliana đã thúc giục mẹ bà ở lại ngai vàng để bà có thể kỷ niệm Golden jubilee của mình vào năm 1948. Tuy nhiên, Wilhelmina bị buộc phải giao lại nhiệm vụ hoàng gia cho Juliana vì vấn đề sức khỏe thêm một lần nữa vào ngày 4 tháng 5 năm 1948.
Sự độc lập của Indonesia, nơi có hơn 150.000 quân Hà Lan đồn trú như một lực lượng phi thực dân hóa, được coi là một thảm họa kinh tế đối với Hà Lan. Với việc mất đi thuộc địa quý giá, nữ vương tuyên bố ý định thoái vị vào ngày 4 tháng 9 năm 1948. Hai ngày sau, trước sự chú ý của cả thế giới, Juliana tuyên thệ tiếp nhận ngai vàng trong một phiên họp chung của Quốc hội Hà Lan tại một buổi lễ được tổ chức tại Nieuwe Kerk ở Amsterdam, trở thành thành viên thứ 12 của Vương tộc Oranje-Nassau cai trị Hà Lan.

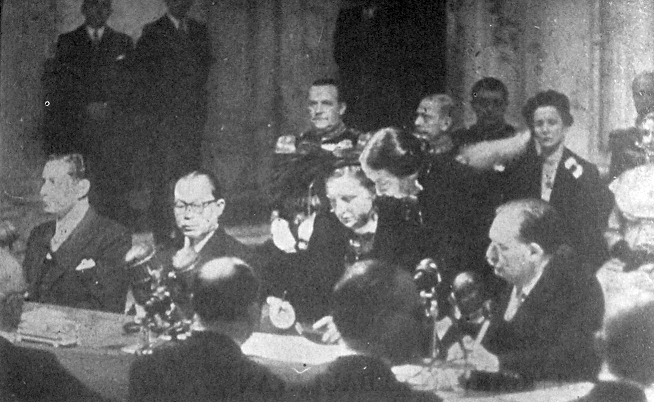
Nữ hoàng Juliana ký giấy tờ chủ quyền của Indonesia, 1949

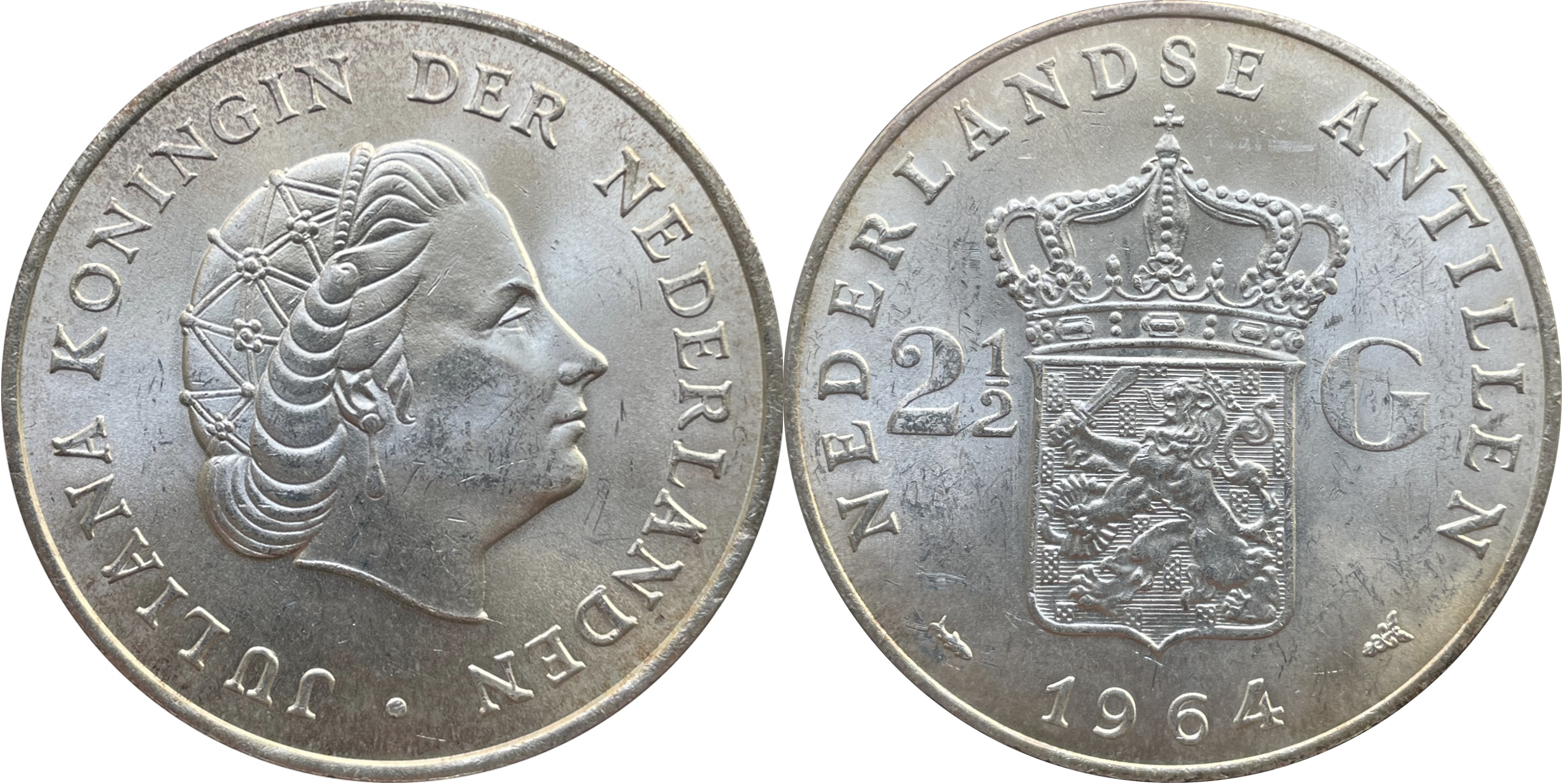
Xu bạc: 2½ gulden Antilles thuộc Hà Lan, với chân dung của Nữ vương Juliana ở mặt trước

Vào ngày 27 tháng 12 năm 1949 tại Cung điện Dam ở Amsterdam, Nữ vương Juliana đã ký các giấy tờ công nhận chủ quyền của Indonesia. Bà trở thành Hoofd der Unie (Người đứng đầu Liên minh) của Liên minh Hà Lan-Indonesia (1949–1956). Vào ngày 15 tháng 12 năm 1954, Nữ vương tuyên bố rằng các thuộc địa thuộc vùng Caribe, gồm có Antille thuộc Hà Lan và Suriname thuộc Hà Lan sẽ được tái cơ cấu thành các quốc gia cấu thành của Vương quốc Hà Lan, khiến các lãnh thổ này trở thành đối tác bình đẳng với mẫu quốc.
Việc con gái Christina bị giảm thị lực và ảnh hưởng ngày càng tăng của Hofmans, người đã chuyển đến sống trong cung điện hoàng gia, đã ảnh hưởng nghiêm trọng đến mối quan hệ hôn nhân của nữ vương. Trong vài năm tiếp theo, cuộc tranh cãi xung quanh người chữa bệnh bằng đức tin, lúc đầu không được giới truyền thông Hà Lan quan tâm, đã nổ ra một cuộc tranh luận toàn quốc về năng lực của nữ vương. Tuy nhiên, cuộc tranh luận lắng xuống một phần nhờ nỗ lực của Juliana trong việc kết nối với thần dân. Bà thường xuất hiện trước công chúng trong trang phục giống như bất kỳ phụ nữ Hà Lan bình thường nào và thích được gọi là "Mevrouw" (tiếng Hà Lan có nghĩa là "Bà") hơn là tước hiệu chính thức là "bệ hạ". Bà cũng bắt đầu đạp xe để tập thể dục và hít thở không khí trong lành.
Mặc dù đi xe đạp và cách cư xử giản dị gợi ý một phong cách sống đơn giản, triều đình Hà Lan những năm 1950 và 1960 vẫn là một nơi xa hoa với các quan thị vệ trong bộ đồng phục lộng lẫy, xe mạ vàng, thăm các thị trấn trên xe ngựa mui trần và các hoạt động giải trí xa hoa. trong những cung điện khổng lồ. Cùng lúc đó, nữ vương bắt đầu đến thăm người dân của các thị trấn lân cận và không báo trước, sẽ ghé thăm các tổ chức xã hội và trường học giống như mẹ bà trước khi bà khăng khăng muốn nhìn thấy thực tế hơn là một buổi biểu diễn đã được chuẩn bị sẵn. Trên trường quốc tế, Nữ vương Juliana quan tâm đến các vấn đề của các nước đang phát triển, vấn đề người tị nạn và đặc biệt là phúc lợi trẻ em ở các nước đang phát triển.

### Khủng hoảng và phục hồi

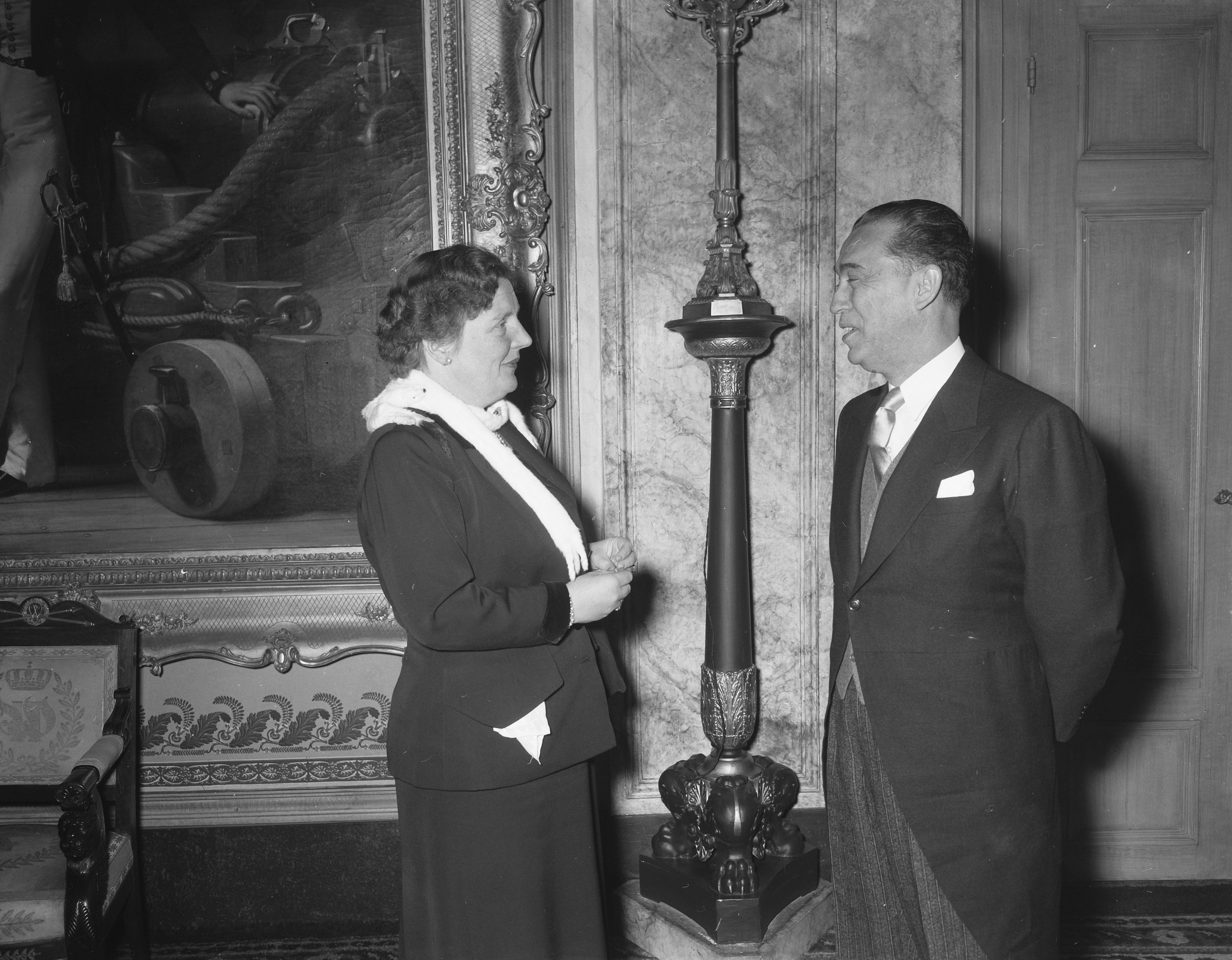
Nữ vương Juliana với Tổng thống Brazil Juscelino Kubitschek tại Cung điện Soestdijk, 1956

Vào đêm ngày 31 tháng 1 năm 1953, Hà Lan hứng chịu cơn bão có sức tàn phá mạnh nhất trong hơn 500 năm. Hơn 1800 người chết đuối và hàng chục nghìn người bị mắc kẹt trong nước lũ. Mang ủng và áo khoác cũ, Nữ vương Juliana lội qua nước và bùn sâu khắp các khu vực bị tàn phá để mang thức ăn và quần áo cho những người bị mắc kẹt. Thể hiện lòng trắc ẩn và sự quan tâm, trấn an người dân, những nỗ lực không mệt mỏi của bà sẽ mãi mãi được người dân Hà Lan quý mến.

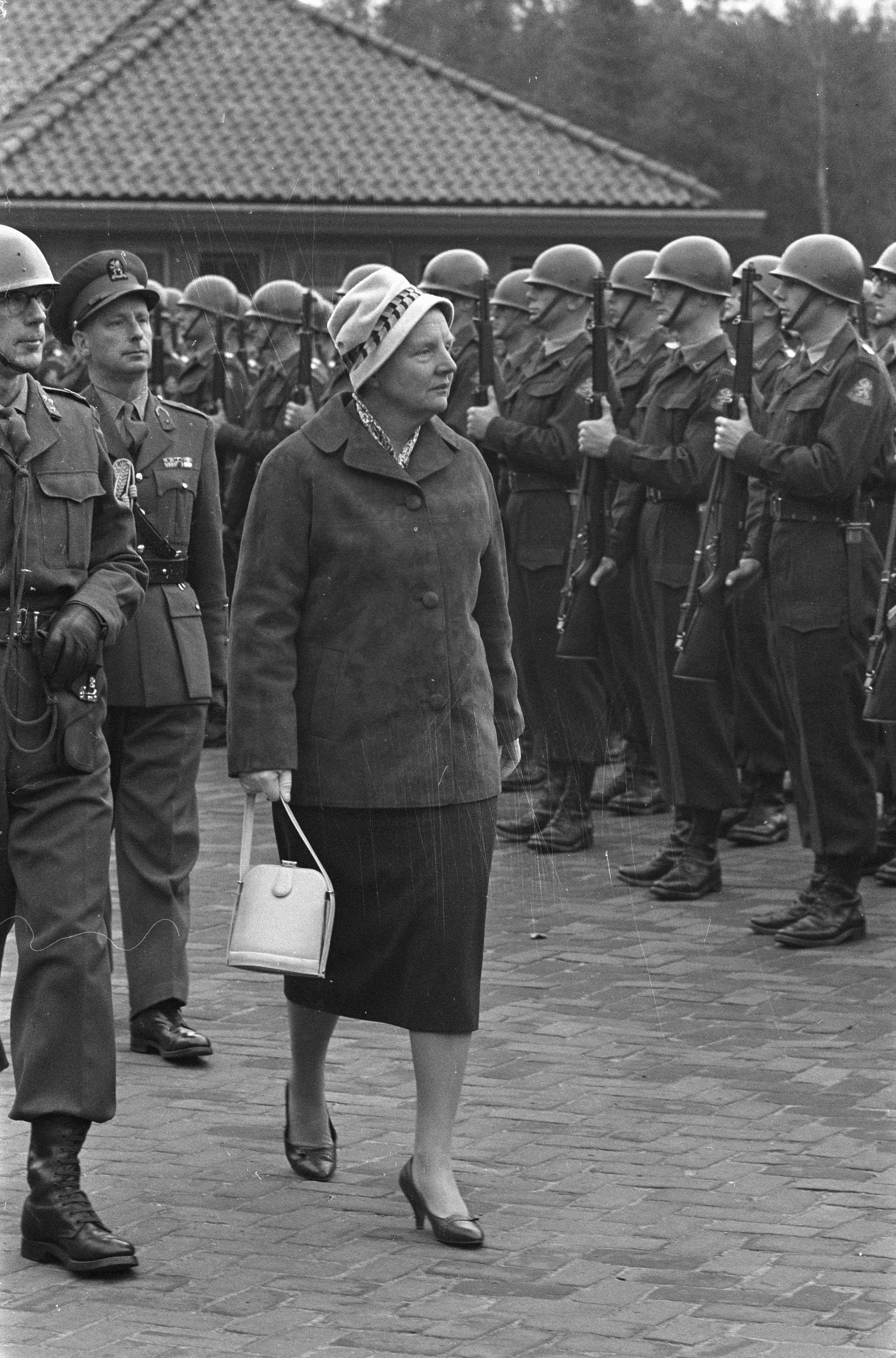
Nữ vương Juliana duyệt binh, 1959

Năm 1956, ảnh hưởng của Hofmans lên quan điểm chính trị của Juliana gần như lật đổ chế độ quân chủ trong một cuộc khủng hoảng hiến pháp; điều này khiến triều đình và hoàng gia tạo thành một "phe Bernhard", nhằm loại bỏ một nữ vương được coi là một người cuồng tín tôn giáo và là mối đe dọa đối với NATO cũng như các cận thần ngoan đạo và theo chủ nghĩa hòa bình của nữ vương. Thủ tướng Willem Drees đã giải quyết được cuộc khủng hoảng. Tuy nhiên, Juliana đã thua người chồng quyền lực và bạn bè của ông. Hofmans bị trục xuất khỏi triều đình và những người ủng hộ Juliana bị sa thải hoặc nhận lương hưu. Thân vương Bernhard dự định ly dị vợ nhưng quyết định không làm như vậy, ông đã nói với một nhà báo Mỹ rằng "phát hiện ra rằng nữ vương vẫn yêu mình".
Nữ vương Juliana phải đối mặt với một cuộc khủng hoảng khác giữa các công dân theo đạo Tin Lành của mình vào năm 1963, khi con gái thứ hai của bà là Irene bí mật chuyển sang Công giáo La Mã và không có sự chấp thuận của chính phủ, vào ngày 29 tháng 4 năm 1964 kết hôn với Thân vương Carlos Hugo của Bourbon, Công tước xứ Parma, người tuyên bố đòi ngai vàng Tây Ban Nha và cũng là người lãnh đạo đảng Carlism của Tây Ban Nha. Với lịch sử cuộc đấu tranh giành độc lập của người Hà Lan khỏi Tây Ban Nha theo Công giáo La Mã, và với sự áp bức của Phát xít Đức vẫn còn in sâu trong tâm trí người dân Hà Lan, những sự kiện dẫn đến cuộc hôn nhân đã được đăng tải trên tất cả các tờ báo và một cơn bão thù địch nổ ra chống lại chế độ quân chủ Hà Lan vì đã cho phép điều đó xảy ra - một vấn đề nghiêm trọng đến mức khả năng thoái vị của nữ vương sẽ trở thành hiện thực. Tuy nhiên, bà vẫn giữ được ngai vàng nhờ vào sự tận tâm sâu sắc của mình dành cho thần dân trong nhiều năm trước đó.

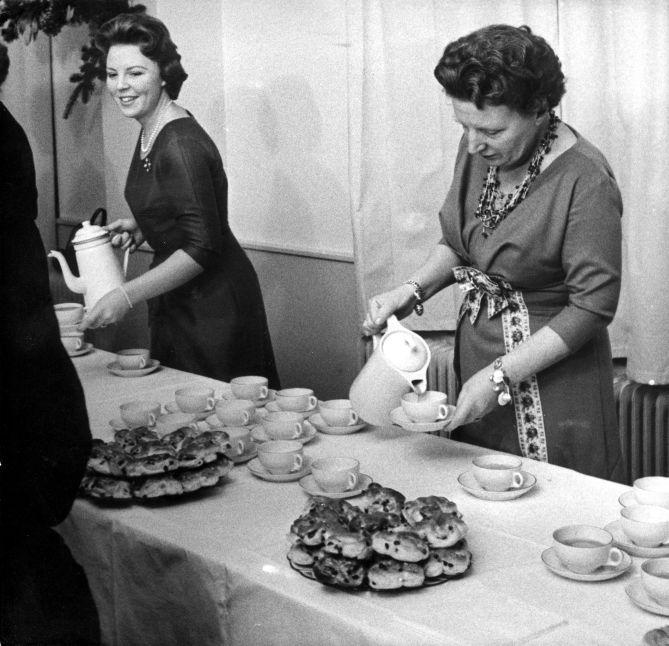
Nữ vương Juliana và Vương nữ Beatrix phục vụ ca cao và bánh mì cho nhân viên của họ vào Giáng sinh năm 1960

Một cuộc khủng hoảng khác phát sinh do thông báo vào tháng 7 năm 1965 về lễ đính hôn của Vương nữ Beatrix, người sẽ thừa kế ngai vàng trong tương lai, với nhà ngoại giao người Đức Claus von Amsberg. Chồng tương lai của nữ vương tương lai từng là thành viên của Wehrmacht của Đức Quốc xã và phong trào Đoàn Thanh niên Hitler. Nhiều công dân Hà Lan giận dữ đã biểu tình trên đường phố, tổ chức các cuộc mít tinh, tuần hành phản đối. Mặc dù lần này không có lời kêu gọi nữ vương thoái vị - bởi vì đối tượng thực sự của sự phẫn nộ của người dân, Vương nữ Beatrix, khi đó sẽ trở thành nữ vương - họ đã bắt đầu đặt câu hỏi về giá trị của việc có một chế độ quân chủ. Sau khi cố gắng hủy bỏ cuộc hôn nhân, Nữ vương Juliana đã đồng ý và cuộc hôn nhân diễn ra trong làn sóng phản đối liên tục; Một thái độ gần như chắc chắn lan truyền khắp đất nước rằng Vương nữ Beatrix có thể là thành viên cuối cùng của Vương tộc Oranje từng trị vì ở Hà Lan. Bất chấp mọi khó khăn này, sự nổi tiếng cá nhân của Nữ vương Juliana chỉ tạm thời bị ảnh hưởng.

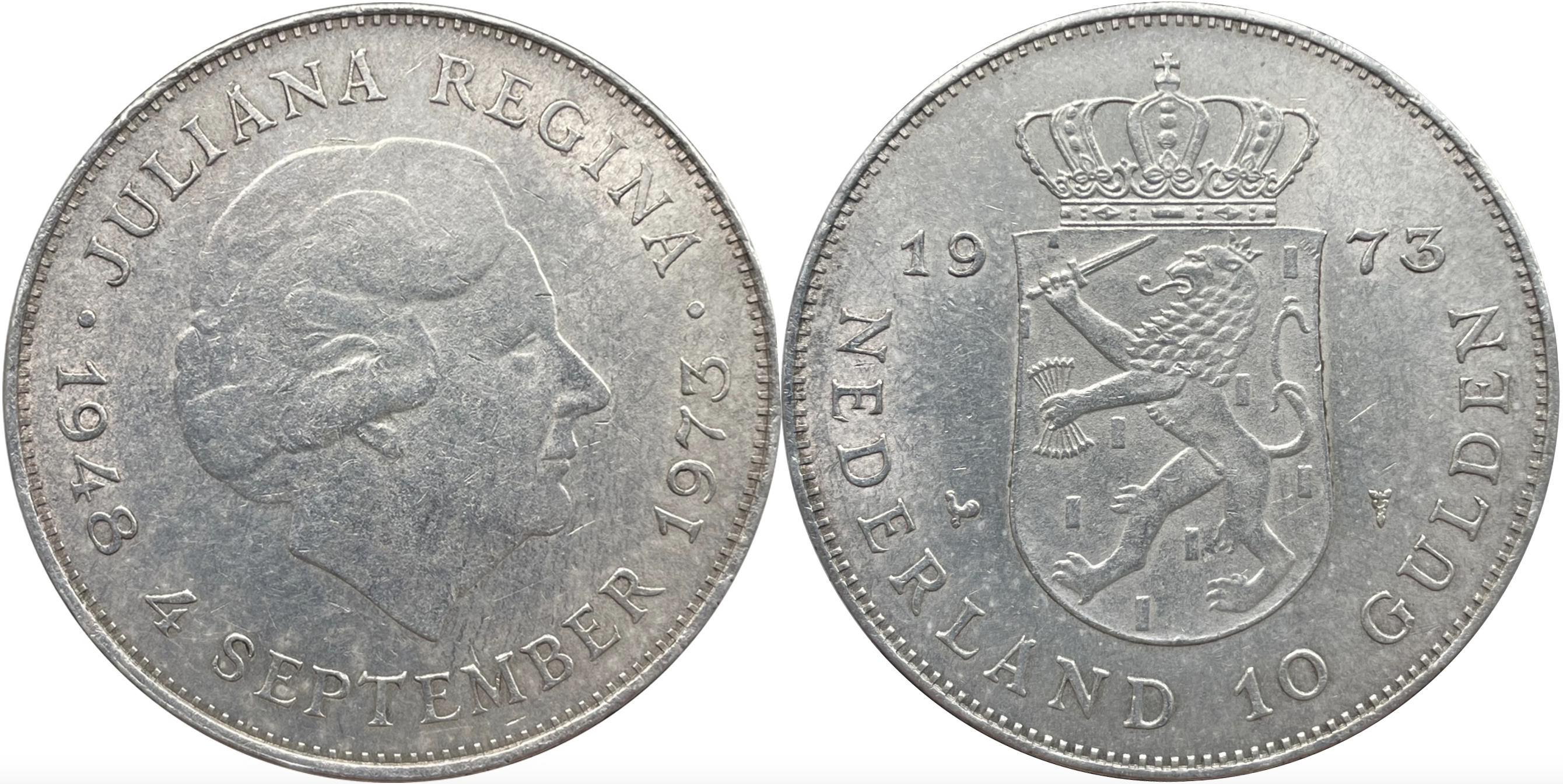
Xu bạc: 10 gulden kỷ niệm 25 năm trị vì của Nữ vương Juliana

Nữ vương được chú ý vì sự nhã nhặn và tốt bụng. Ví dụ, vào tháng 5 năm 1959, nhà nghiên cứu UFO người Mỹ gốc Ba Lan George Adamski nhận được một lá thư từ người đứng đầu Hiệp hội Vật thể bay không xác định Hà Lan, Rey d'Aquilla, thông báo với ông rằng cung điện của Nữ vương Juliana đã liên lạc với bà và "Nữ hoàng muốn để đón tiếp ông". Adamski đã thông báo cho một tờ báo ở London về lời mời, khiến triều đình và nội các yêu cầu nữ vương hủy cuộc gặp với Adamski, nhưng nữ vương vẫn tiếp tục cuộc họp và nói rằng "Bà là chủ nhà không được đóng sầm cửa vào mặt các vị khách của mình". Sau cuộc họp, chủ tịch Hiệp hội Hàng không Hà Lan Cornelis Kolff nói: "Nữ vương tỏ ra đặc biệt quan tâm đến toàn bộ chủ đề này". Báo chí Hà Lan nói thẳng thắn hơn. Theo Tạp chí Time, tờ báo de Volkskrant cho biết: "Báo chí Hà Lan khó có thể bị buộc tội che giấu sự thật vào tuần trước. Một lần nữa, điểm yếu của Nữ vương Juliana đối với những điều dị thường đã khiến bà trở thành tiêu đề: bà đã mời đến cung điện một kẻ lập dị đến từ California, trong số bạn bè của anh ta có những người đàn ông đến từ Sao Hỏa, Sao Kim và các vùng ngoại ô khác thuộc hệ mặt trời".
Một sự kiện vào tháng 4 năm 1967, nhờ nền kinh tế Hà Lan đang cải thiện, đã mang lại sự hồi sinh chỉ sau một đêm cho hoàng gia: người thừa kế nam đầu tiên của ngai vàng Hà Lan sau 116 năm, Vương tôn tử Willem-Alexander, được sinh ra bởi Vương nữ Beatrix. Lần này, các cuộc biểu tình trên đường phố thể hiện tình yêu và sự phấn khởi.

### Cuối triều đại

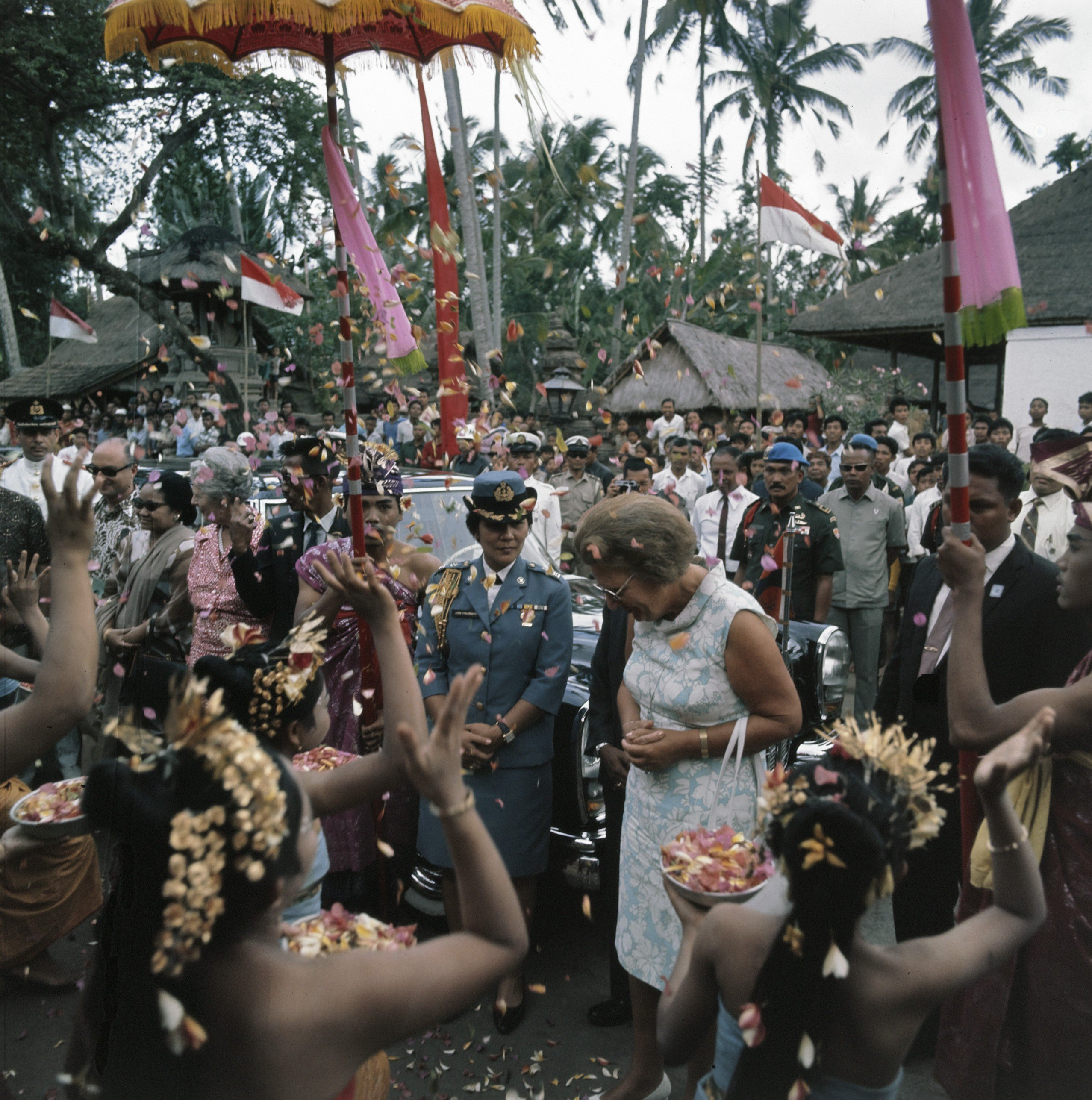
Lễ đón tiếp Nữ vương Juliana tại Bali, tháng 9 năm 1971. Bên trái là vợ của đại sứ, bà Scheltema. Ở vị trí phụ tá ở giữa Louise Elisabeth Coldenhoff của Hải quân Indonesia

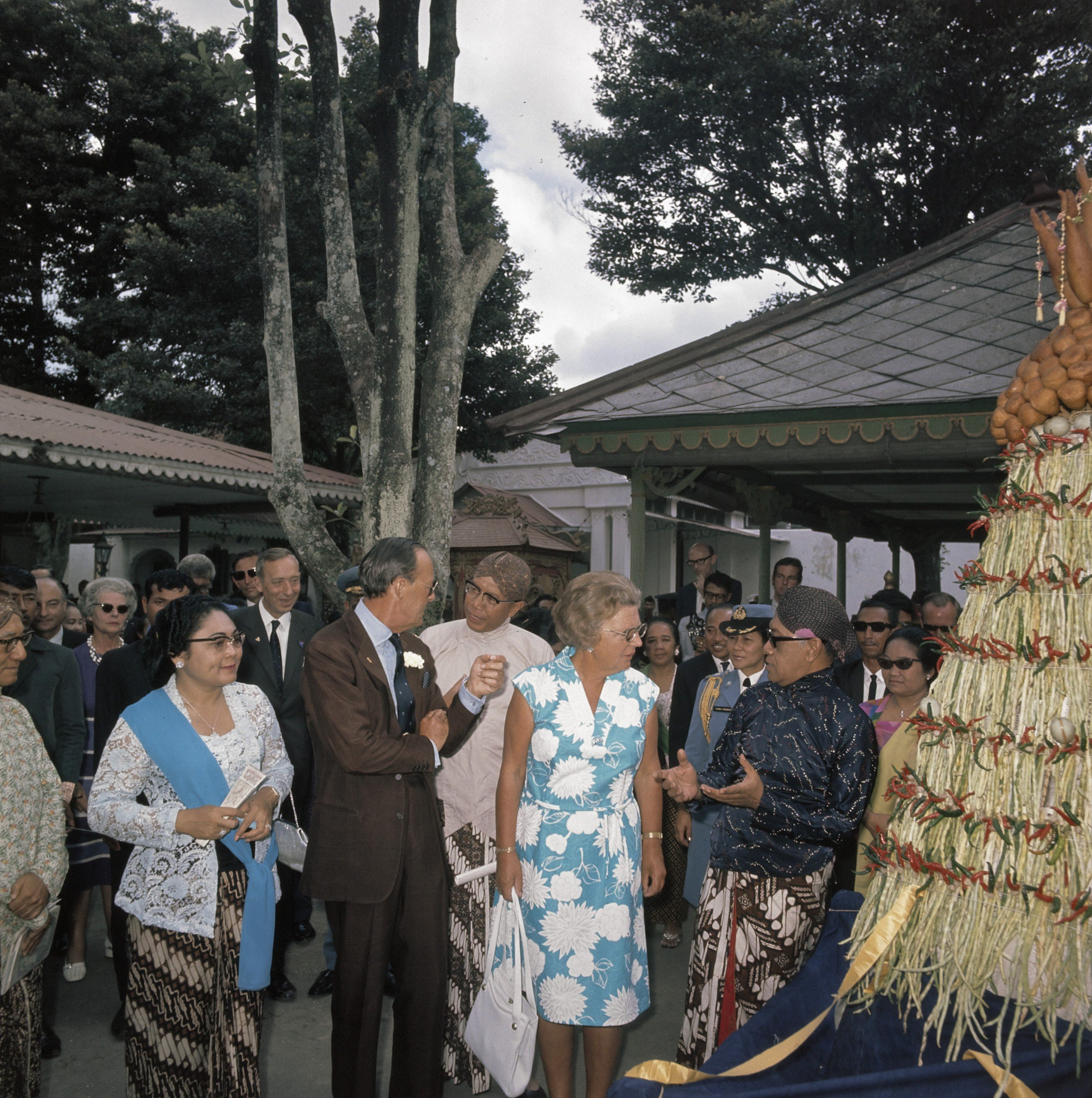
Nữ vương Juliana và Thân vương Bernhard đã gặp Hamengkubuwono IX trong chuyến thăm Yogyakarta, tháng 8 năm 1971

Mùa xuân năm 1975, một nhóm người Nam Moluccan bị bắt quả tang đang âm mưu đánh cắp một chiếc xe tải hạng nặng với ý định đâm vào cổng Cung điện Soestdijk để bắt cóc nữ vương. Mười thành viên của nhóm trên một chiếc xe chở đầy súng đã bị bắt. Mục đích của nhóm là buộc chính phủ Hà Lan công nhận Cộng hòa Maluku Selatan (RMS) là một quốc gia độc lập và cố gắng khiến chính phủ Indonesia làm điều tương tự. Mười bảy thanh niên từ Nam Moluccan đã bị xét xử và bị kết án lên tới 6 năm tù. Đây là một trong một loạt các hành động nhằm mục đích này trong những năm 1970, bao gồm khủng hoảng con tin trên tàu hỏa Hà Lan năm 1975, khủng hoảng con tin lãnh sự quán Indonesia năm 1975, khủng hoảng con tin trên tàu hỏa Hà Lan năm 1977, khủng hoảng con tin trường học Hà Lan năm 1977 và khủng hoảng con tin tòa thị chính Hà Lan năm 1978.
Vào ngày 25 tháng 11 năm 1975, Suriname tách khỏi Vương quốc Hà Lan và trở nên độc lập. Đại diện cho Nữ vương tại lễ độc lập ở thủ đô Paramaribo của Surinamese là Vương nữ Beatrix và chồng của bà là Thân vương Claus.

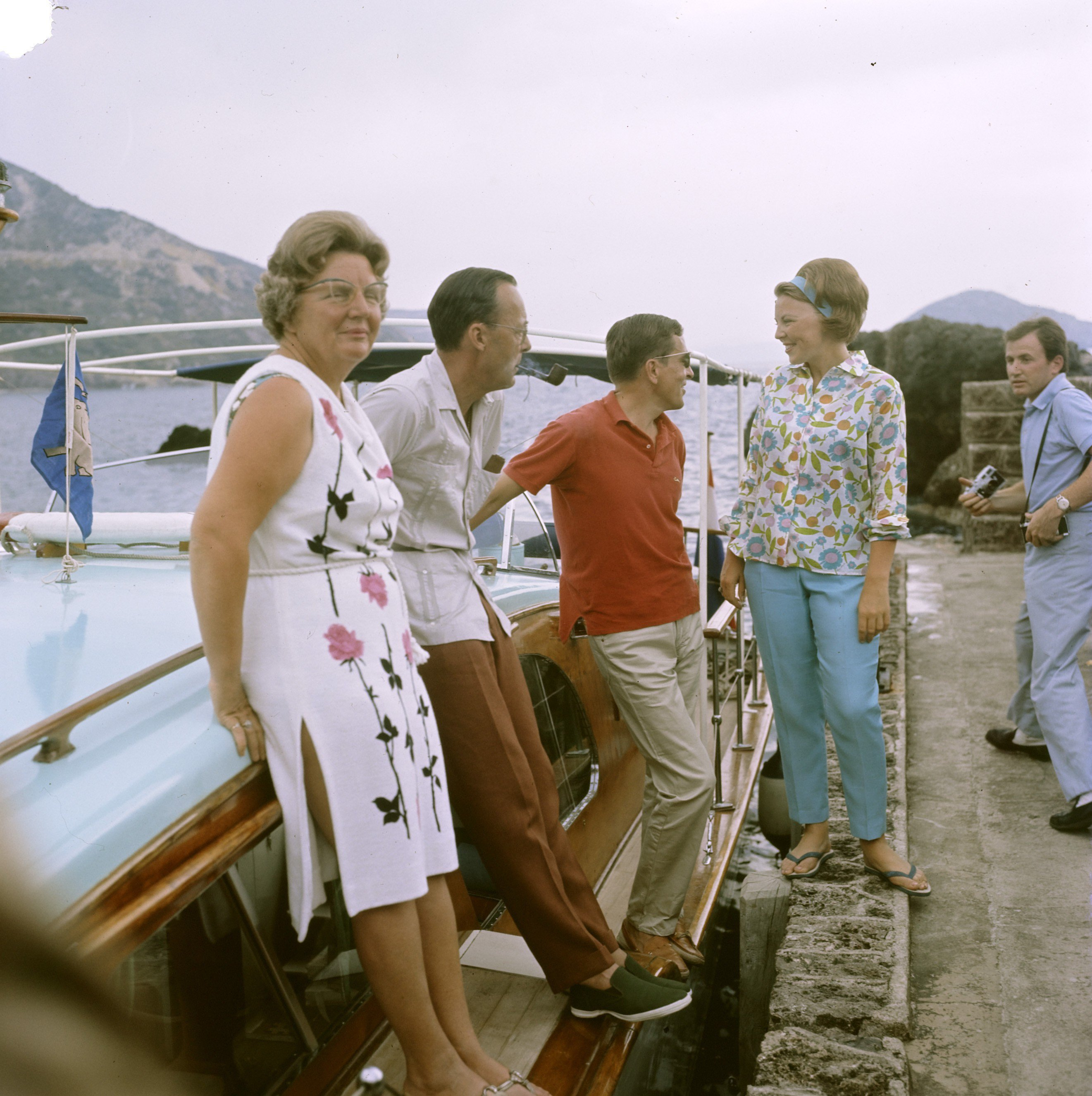
Nữ vương Juliana, Thân vương Bernhard, Vương nữ Beatrix và Thân vương Claus đi nghỉ ở Porto Ercole.

Vụ bê bối lại làm rung chuyển hoàng gia vào năm 1976, khi có thông tin tiết lộ rằng Thân vương Bernhard đã nhận hối lộ 1,1 triệu đô la Mỹ từ nhà sản xuất máy bay Hoa Kỳ Lockheed Corporation để gây ảnh hưởng đến việc chính phủ Hà Lan mua máy bay chiến đấu trong sự kiện được gọi là Vụ bê bối hối lộ của Lockheed.
Thủ tướng Hà Lan Joop den Uyl đã ra lệnh điều tra vụ việc, trong khi Thân vương Bernhard từ chối trả lời câu hỏi của phóng viên, nói rõ: "Tôi vượt lên trên những điều như vậy". Thay vì kêu gọi nữ vương thoái vị, người dân Hà Lan lần này lo sợ rằng Juliana yêu dấu của họ có thể thoái vị vì xấu hổ hoặc vì một vụ truy tố hình sự được tiến hành dưới danh nghĩa bà đối với chồng của bà.
Vào ngày 26 tháng 8 năm 1976, một báo cáo đã được kiểm duyệt và giảm nhẹ nhưng mang tính tàn khốc về các hoạt động của Thân vương Bernhard đã được công bố khiến công chúng Hà Lan bị sốc. Thân vương đã từ chức nhiều chức vụ cấp cao khác nhau như Luitenant-Admiraal, tướng quân và Tổng thanh tra lực lượng vũ trang. Ông đã từ chức khỏi các vị trí trong hội đồng quản trị của nhiều doanh nghiệp, tổ chức từ thiện, Quỹ Động vật hoang dã Thế giới và các tổ chức khác. Thân vương cũng chấp nhận rằng ông sẽ phải từ bỏ việc mặc bộ đồng phục yêu quý của mình. Đổi lại, Quốc hội Hà Lan chấp nhận rằng không cần truy tố hình sự.

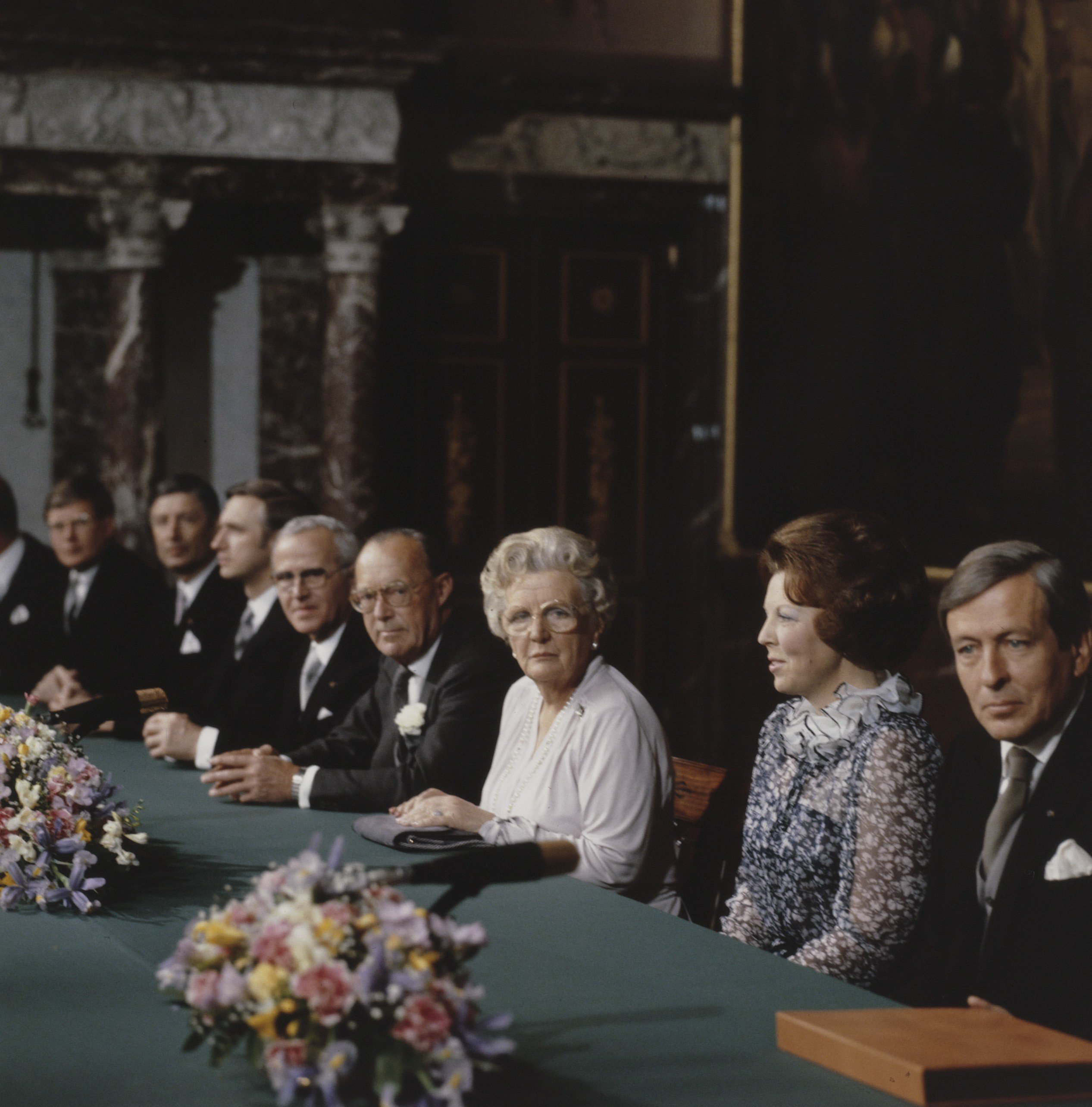
Nữ vương Juliana trong ngày thoái vị, 1980

Trong lễ kỷ niệm Silver Jubilee của mình vào năm 1973, Nữ vương Juliana đã quyên góp tất cả số tiền do Ủy ban Silver Jubilee Quốc gia quyên góp cho các tổ chức dành cho trẻ em có hoàn cảnh khó khăn trên toàn thế giới. Bà đã tặng món quà của quốc gia mà bà nhận được vào ngày sinh nhật lần thứ 70 của mình vào năm 1979 cho "Năm Quốc tế Trẻ em" (International Year of the Child). Với tư cách là một vị quân chủ trị vì ở châu Âu, bà đã được trao Huân chương Garter của Anh với tư cách là hiệp sĩ thứ 922, vào năm 1958.
Vào ngày 30 tháng 4 năm 1980, sinh nhật lần thứ 71 của bà, Nữ vương Juliana thoái vị và người con gái lớn là Vương nữ Beatrix đã kế vị ngai vàng. Juliana vẫn hoạt động tích cực trong nhiều hoạt động từ thiện cho đến khi bước vào tuổi 80.
Nữ vương Juliana rất gắn bó với Monte Argentario, ở Toscana, địa điểm yêu thích của hoàng gia Hà Lan trong kỳ nghỉ hè của họ trong hơn 40 năm.

## Bệnh tật và tạ thế
Từ giữa những năm 1990, sức khỏe của Juliana suy giảm khi bà mắc chứng suy giảm trí nhớ ngày càng nặng. Juliana không xuất hiện trước công chúng sau thời gian này. Theo lời yêu cầu của các bác sĩ Hoàng gia, Juliana được chăm sóc 24/7. Thân vương Bernhard cho biết trong một cuộc phỏng vấn trên truyền hình năm 2001 rằng cựu Nữ vương không còn có thể nhận ra gia đình mình và bà đã mắc bệnh Alzheimer trong nhiều năm.
Nữ vương Juliana tạ thế trong giấc ngủ vào ngày 20 tháng 3 năm 2004 ở tuổi 94, tại Cung điện Soestdijk ở Baarn do biến chứng của bệnh viêm phổi, bà mất đúng 70 năm ngày mất của bà ngoại của bà, Vương hậu Emma. Bà được ướp xác, không giống như mẹ của bà là Nữ vương Wilhelmina.
Wilhelmina, người đã chọn không ướp xác, và vào ngày 30 tháng 3 năm 2004 được an táng bên cạnh mẹ mình trong hầm hoàng gia dưới Nhà thờ Nieuwe Kerk ở Delft. Lễ tưởng niệm đã khiến quan điểm của bà về các vấn đề tôn giáo được công khai. Một Mục sư đã nói trong bài giảng của mình, cựu nữ vương quan tâm đến tất cả các tôn giáo và sự luân hồi. Chồng của Juliana, Thân vương Bernhard tạ thế khoảng 9 tháng sau ở tuổi 93, vào ngày 1 tháng 12 năm 2004; hài cốt của ông được đặt bên cạnh bà.
Năm 2009, một cuộc triển lãm chân dung của Juliana và các đồ vật trong cuộc đời bà đã được tổ chức tại Cung điện Het Loo để kỷ niệm 100 năm ngày sinh của bà.

## Tước hiệu, phong cách và huy hiệu

Vương huy của Juliana

Tước hiệu và phong cách đầy đủ của Juliana khi còn là một phụ nữ chưa kết hôn là: Vương nữ Hoàng gia Juliana Louisa Emma Marie Wilhelmina của Hà Lan, Nữ thân vương xứ Orange-Nassau, Nữ công tước xứ Mecklenburg, v.v.
Mẹ bà đã ban hành một sắc lệnh cho phép bà nhận tước hiệu Thân vương của chồng mình như một thông lệ, với điều kiện là tước hiệu đó phải được đặt trước tước hiệu mà bà nắm giữ khi còn là thành viên của Nhà Mecklenburg. Sắc lệnh có hiệu lực sau khi bà lấy chồng, và thay đổi tước hiệu và phong cách đầy đủ của bà thành: Vương nữ Hoàng gia Juliana của Hà Lan, Thân vương xứ Orange-Nassau, Nữ công tước xứ Mecklenburg, Nứ thân vương xứ Lippe-Biesterfeld, v.v.
Sau khi lên ngôi, tước hiệu chính thức của Juliana là: "Bệ hạ, Juliana, Nữ vương của Hà Lan, Nữ thân vương xứ Orange-Nassau, Nữ công tước xứ Mecklenburg, Nữ thân vương xứ Lippe-Biesterfeld, v.v., v.v." Sau khi thoái vị, bà lấy lại danh hiệu và phong cách hôn nhân thời tiền vương giả.

## Hậu duệ
| Tên                | Sinh-Mất                                            | Hôn nhân                                 | Hôn nhân                        | Hôn nhân |
| ------------------ | --------------------------------------------------- | ---------------------------------------- | ------------------------------- | --- |
| Tên                | Sinh-Mất                                            | Ngày                                     | Phối ngẫu                       | Hậu duệ |
| Beatrix của Hà Lan | 31 tháng 1 năm 1938                                 | 10 tháng 3 năm 1966 (góa chồng năm 2002) | Jonkheer Claus van Amsberg      | Willem-Alexander của Hà Lan Vương tử Friso Vương tử Constantijn                                                 |
| Vương nữ Irene     | 5 tháng 8 năm 1939                                  | 29 tháng 4 năm 1964 (ly hôn năm 1981)    | Carlos Hugo, Công tước xứ Parma | Carlos, Công tước xứ Parma Margarita de Bourbon de Parme Jaime de Bourbon de Parme Carolina de Bourbon de Parme |
| Vương nữ Margriet  | 19 tháng 1 năm 1943                                 | 10 tháng 1 năm 1967                      | Pieter van Vollenhoven          | Thân vương Maurits Thân vương Bernhard Thân vương Pieter-Christiaan Thân vương Floris                           |
| Vương nữ Christina | 18 tháng 2 năm 1947 – 16 tháng 8 năm 2019 (72 tuổi) | 28 tháng 6 năm 1975 (ly hôn năm 1996)    | Jorge Pérez y Guillermo         | Bernardo Guillermo Nicolás Guillermo Juliana Guillermo                                                          |

## Gia phả
| \| \| \| \| \| \| \| \| \| \| \| \| \| \| \| \| \| \| \| \| 16. Willem I của Hà Lan \| \| \| \| \| \| \| \| \| \| \| \| \| \| \| \| \| \| \| \| \| \| \| \| \| \| \| \| \| \| \| \| \| \| \| \| \| \| \| \| \| \| \| \| \| \| \| \| \| \| \| \| \| \| 8. Willem II của Hà Lan \| \| \| \| \| \| \| \| \| \| \| \| \| \| \| \| \| \| \| \| \| \| \| \| \| \| \| \| \| \| \| \| \| \| \| \| \| \| \| \| \| \| \| \| \| \| \| \| \| \| \| \| \| \| 17. Wilhelmine của Phổ \| \| \| \| \| \| \| \| \| \| \| \| \| \| \| \| \| \| \| \| \| \| \| \| \| \| \| \| \| \| \| \| \| \| \| \| \| \| \| \| \| \| \| \| \| \| \| \| \| \| \| \| \| \| 4. Willem III của Hà Lan \| \| \| \| \| \| \| \| \| \| \| \| \| \| \| \| \| \| \| \| \| \| \| \| \| \| \| \| \| \| \| \| \| \| \| \| \| \| \| \| \| \| \| \| \| \| \| \| \| \| \| \| \| \| 18. Pavel I của Nga \| \| \| \| \| \| \| \| \| \| \| \| \| \| \| \| \| \| \| \| \| \| \| \| \| \| \| \| \| \| \| \| \| \| \| \| \| \| \| \| \| \| \| \| \| \| \| \| \| \| \| \| \| \| 9. Anna Pavlovna của Nga \| \| \| \| \| \| \| \| \| \| \| \| \| \| \| \| \| \| \| \| \| \| \| \| \| \| \| \| \| \| \| \| \| \| \| \| \| \| \| \| \| \| \| \| \| \| \| \| \| \| \| \| \| \| 19. Sophie Dorothee xứ Württemberg \| \| \| \| \| \| \| \| \| \| \| \| \| \| \| \| \| \| \| \| \| \| \| \| \| \| \| \| \| \| \| \| \| \| \| \| \| \| \| \| \| \| \| \| \| \| \| \| \| \| \| \| \| \| 2. Wilhelmina của Hà Lan \| \| \| \| \| \| \| \| \| \| \| \| \| \| \| \| \| \| \| \| \| \| \| \| \| \| \| \| \| \| \| \| \| \| \| \| \| \| \| \| \| \| \| \| \| \| \| \| \| \| \| \| \| \| 20. Georg II xứ Waldeck và Pyrmont \| \| \| \| \| \| \| \| \| \| \| \| \| \| \| \| \| \| \| \| \| \| \| \| \| \| \| \| \| \| \| \| \| \| \| \| \| \| \| \| \| \| \| \| \| \| \| \| \| \| \| \| \| \| 10. Georg Viktor I xứ Waldeck và Pyrmont \| \| \| \| \| \| \| \| \| \| \| \| \| \| \| \| \| \| \| \| \| \| \| \| \| \| \| \| \| \| \| \| \| \| \| \| \| \| \| \| \| \| \| \| \| \| \| \| \| \| \| \| \| \| 21. Emma xứ Anhalt-Bernburg-Schaumburg-Hoym \| \| \| \| \| \| \| \| \| \| \| \| \| \| \| \| \| \| \| \| \| \| \| \| \| \| \| \| \| \| \| \| \| \| \| \| \| \| \| \| \| \| \| \| \| \| \| \| \| \| \| \| \| \| 5. Emma xứ Waldeck và Pyrmont \| \| \| \| \| \| \| \| \| \| \| \| \| \| \| \| \| \| \| \| \| \| \| \| \| \| \| \| \| \| \| \| \| \| \| \| \| \| \| \| \| \| \| \| \| \| \| \| \| \| \| \| \| \| 22. Wilhelm I xứ Nassau \| \| \| \| \| \| \| \| \| \| \| \| \| \| \| \| \| \| \| \| \| \| \| \| \| \| \| \| \| \| \| \| \| \| \| \| \| \| \| \| \| \| \| \| \| \| \| \| \| \| \| \| \| \| 11. Helene xứ Nassau \| \| \| \| \| \| \| \| \| \| \| \| \| \| \| \| \| \| \| \| \| \| \| \| \| \| \| \| \| \| \| \| \| \| \| \| \| \| \| \| \| \| \| \| \| \| \| \| \| \| \| \| \| \| 23. Pauline Friederike của Württemberg \| \| \| \| \| \| \| \| \| \| \| \| \| \| \| \| \| \| \| \| \| \| \| \| \| \| \| \| \| \| \| \| \| \| \| \| \| \| \| \| \| \| \| \| \| \| \| \| \| \| \| \| \| \| 1. Juliana của Hà Lan \| \| \| \| \| \| \| \| \| \| \| \| \| \| \| \| \| \| \| \| \| \| \| \| \| \| \| \| \| \| \| \| \| \| \| \| \| \| \| \| \| \| \| \| \| \| \| \| \| \| \| \| \| \| 24. Friedrich Ludwig xứ Mecklenburg-Schwerin \| \| \| \| \| \| \| \| \| \| \| \| \| \| \| \| \| \| \| \| \| \| \| \| \| \| \| \| \| \| \| \| \| \| \| \| \| \| \| \| \| \| \| \| \| \| \| \| \| \| \| \| \| \| 12. Paul Friedrich I xứ Mecklenburg-Schwerin \| \| \| \| \| \| \| \| \| \| \| \| \| \| \| \| \| \| \| \| \| \| \| \| \| \| \| \| \| \| \| \| \| \| \| \| \| \| \| \| \| \| \| \| \| \| \| \| \| \| \| \| \| \| 25. Yelena Pavlovna của Nga \| \| \| \| \| \| \| \| \| \| \| \| \| \| \| \| \| \| \| \| \| \| \| \| \| \| \| \| \| \| \| \| \| \| \| \| \| \| \| \| \| \| \| \| \| \| \| \| \| \| \| \| \| \| 6. Friedrich Franz II xứ Mecklenburg-Schwerin \| \| \| \| \| \| \| \| \| \| \| \| \| \| \| \| \| \| \| \| \| \| \| \| \| \| \| \| \| \| \| \| \| \| \| \| \| \| \| \| \| \| \| \| \| \| \| \| \| \| \| \| \| \| 26. Friedrich Wilhelm III của Phổ \| \| \| \| \| \| \| \| \| \| \| \| \| \| \| \| \| \| \| \| \| \| \| \| \| \| \| \| \| \| \| \| \| \| \| \| \| \| \| \| \| \| \| \| \| \| \| \| \| \| \| \| \| \| 13. Alexandrine Marie của Phổ \| \| \| \| \| \| \| \| \| \| \| \| \| \| \| \| \| \| \| \| \| \| \| \| \| \| \| \| \| \| \| \| \| \| \| \| \| \| \| \| \| \| \| \| \| \| \| \| \| \| \| \| \| \| 27. Luise xứ Mecklenburg-Strelitz \| \| \| \| \| \| \| \| \| \| \| \| \| \| \| \| \| \| \| \| \| \| \| \| \| \| \| \| \| \| \| \| \| \| \| \| \| \| \| \| \| \| \| \| \| \| \| \| \| \| \| \| \| \| 3. Heinrich xứ Mecklenburg \| \| \| \| \| \| \| \| \| \| \| \| \| \| \| \| \| \| \| \| \| \| \| \| \| \| \| \| \| \| \| \| \| \| \| \| \| \| \| \| \| \| \| \| \| \| \| \| \| \| \| \| \| \| 28. Carl Günther xứ Schwarzburg-Rudolstadt \| \| \| \| \| \| \| \| \| \| \| \| \| \| \| \| \| \| \| \| \| \| \| \| \| \| \| \| \| \| \| \| \| \| \| \| \| \| \| \| \| \| \| \| \| \| \| \| \| \| \| \| \| \| 14. Adolf xứ Schwarzburg-Rudolstadt \| \| \| \| \| \| \| \| \| \| \| \| \| \| \| \| \| \| \| \| \| \| \| \| \| \| \| \| \| \| \| \| \| \| \| \| \| \| \| \| \| \| \| \| \| \| \| \| \| \| \| \| \| \| 29. Luise Ulrike xứ Hessen-Homburg \| \| \| \| \| \| \| \| \| \| \| \| \| \| \| \| \| \| \| \| \| \| \| \| \| \| \| \| \| \| \| \| \| \| \| \| \| \| \| \| \| \| \| \| \| \| \| \| \| \| \| \| \| \| 7. Marie xứ Schwarzburg-Rudolstadt \| \| \| \| \| \| \| \| \| \| \| \| \| \| \| \| \| \| \| \| \| \| \| \| \| \| \| \| \| \| \| \| \| \| \| \| \| \| \| \| \| \| \| \| \| \| \| \| \| \| \| \| \| \| 30. Otto Victor I xứ Schönburg-Waldenburg \| \| \| \| \| \| \| \| \| \| \| \| \| \| \| \| \| \| \| \| \| \| \| \| \| \| \| \| \| \| \| \| \| \| \| \| \| \| \| \| \| \| \| \| \| \| \| \| \| \| \| \| \| \| 15. Mathilde xứ Schönburg-Waldenburg \| \| \| \| \| \| \| \| \| \| \| \| \| \| \| \| \| \| \| \| \| \| \| \| \| \| \| \| \| \| \| \| \| \| \| \| \| \| \| \| \| \| \| \| \| \| \| \| \| \| \| \| \| \| 31. Thekla xứ Schwarzburg-Rudolstadt \| \| \| \| \| \| \| \| \| \| \| \| \| \| \| \| \| \| \| \| \| \| \| \| \| \| \| \| \| \| \| \| \| \| \| \| \| \| \| \| \| \| \| \| \| \| \| \| \| \| \| \| |                                               |  |  |  |  |  |  |  |  |  |  |  |  |  |  |  |
| |                                               |  |  |  |  |  |  |  |  |  |  |  |  |  |  |  |
| | 16. Willem I của Hà Lan                       |  |  |  |  |  |  |  |  |  |  |  |  |  |  |  |
| |                                               |  |  |  |  |  |  |  |  |  |  |  |  |  |  |  |
| |                                               |  |  |  |  |  |  |  |  |  |  |  |  |  |  |  |
| | 8. Willem II của Hà Lan                       |  |  |  |  |  |  |  |  |  |  |  |  |  |  |  |
| |                                               |  |  |  |  |  |  |  |  |  |  |  |  |  |  |  |
| |                                               |  |  |  |  |  |  |  |  |  |  |  |  |  |  |  |
| | 17. Wilhelmine của Phổ                        |  |  |  |  |  |  |  |  |  |  |  |  |  |  |  |
| |                                               |  |  |  |  |  |  |  |  |  |  |  |  |  |  |  |
| |                                               |  |  |  |  |  |  |  |  |  |  |  |  |  |  |  |
| | 4. Willem III của Hà Lan                      |  |  |  |  |  |  |  |  |  |  |  |  |  |  |  |
| |                                               |  |  |  |  |  |  |  |  |  |  |  |  |  |  |  |
| |                                               |  |  |  |  |  |  |  |  |  |  |  |  |  |  |  |
| | 18. Pavel I của Nga                           |  |  |  |  |  |  |  |  |  |  |  |  |  |  |  |
| |                                               |  |  |  |  |  |  |  |  |  |  |  |  |  |  |  |
| |                                               |  |  |  |  |  |  |  |  |  |  |  |  |  |  |  |
| | 9. Anna Pavlovna của Nga                      |  |  |  |  |  |  |  |  |  |  |  |  |  |  |  |
| |                                               |  |  |  |  |  |  |  |  |  |  |  |  |  |  |  |
| |                                               |  |  |  |  |  |  |  |  |  |  |  |  |  |  |  |
| | 19. Sophie Dorothee xứ Württemberg            |  |  |  |  |  |  |  |  |  |  |  |  |  |  |  |
| |                                               |  |  |  |  |  |  |  |  |  |  |  |  |  |  |  |
| |                                               |  |  |  |  |  |  |  |  |  |  |  |  |  |  |  |
| | 2. Wilhelmina của Hà Lan                      |  |  |  |  |  |  |  |  |  |  |  |  |  |  |  |
| |                                               |  |  |  |  |  |  |  |  |  |  |  |  |  |  |  |
| |                                               |  |  |  |  |  |  |  |  |  |  |  |  |  |  |  |
| | 20. Georg II xứ Waldeck và Pyrmont            |  |  |  |  |  |  |  |  |  |  |  |  |  |  |  |
| |                                               |  |  |  |  |  |  |  |  |  |  |  |  |  |  |  |
| |                                               |  |  |  |  |  |  |  |  |  |  |  |  |  |  |  |
| | 10. Georg Viktor I xứ Waldeck và Pyrmont      |  |  |  |  |  |  |  |  |  |  |  |  |  |  |  |
| |                                               |  |  |  |  |  |  |  |  |  |  |  |  |  |  |  |
| |                                               |  |  |  |  |  |  |  |  |  |  |  |  |  |  |  |
| | 21. Emma xứ Anhalt-Bernburg-Schaumburg-Hoym   |  |  |  |  |  |  |  |  |  |  |  |  |  |  |  |
| |                                               |  |  |  |  |  |  |  |  |  |  |  |  |  |  |  |
| |                                               |  |  |  |  |  |  |  |  |  |  |  |  |  |  |  |
| | 5. Emma xứ Waldeck và Pyrmont                 |  |  |  |  |  |  |  |  |  |  |  |  |  |  |  |
| |                                               |  |  |  |  |  |  |  |  |  |  |  |  |  |  |  |
| |                                               |  |  |  |  |  |  |  |  |  |  |  |  |  |  |  |
| | 22. Wilhelm I xứ Nassau                       |  |  |  |  |  |  |  |  |  |  |  |  |  |  |  |
| |                                               |  |  |  |  |  |  |  |  |  |  |  |  |  |  |  |
| |                                               |  |  |  |  |  |  |  |  |  |  |  |  |  |  |  |
| | 11. Helene xứ Nassau                          |  |  |  |  |  |  |  |  |  |  |  |  |  |  |  |
| |                                               |  |  |  |  |  |  |  |  |  |  |  |  |  |  |  |
| |                                               |  |  |  |  |  |  |  |  |  |  |  |  |  |  |  |
| | 23. Pauline Friederike của Württemberg        |  |  |  |  |  |  |  |  |  |  |  |  |  |  |  |
| |                                               |  |  |  |  |  |  |  |  |  |  |  |  |  |  |  |
| |                                               |  |  |  |  |  |  |  |  |  |  |  |  |  |  |  |
| | 1. Juliana của Hà Lan                         |  |  |  |  |  |  |  |  |  |  |  |  |  |  |  |
| |                                               |  |  |  |  |  |  |  |  |  |  |  |  |  |  |  |
| |                                               |  |  |  |  |  |  |  |  |  |  |  |  |  |  |  |
| | 24. Friedrich Ludwig xứ Mecklenburg-Schwerin  |  |  |  |  |  |  |  |  |  |  |  |  |  |  |  |
| |                                               |  |  |  |  |  |  |  |  |  |  |  |  |  |  |  |
| |                                               |  |  |  |  |  |  |  |  |  |  |  |  |  |  |  |
| | 12. Paul Friedrich I xứ Mecklenburg-Schwerin  |  |  |  |  |  |  |  |  |  |  |  |  |  |  |  |
| |                                               |  |  |  |  |  |  |  |  |  |  |  |  |  |  |  |
| |                                               |  |  |  |  |  |  |  |  |  |  |  |  |  |  |  |
| | 25. Yelena Pavlovna của Nga                   |  |  |  |  |  |  |  |  |  |  |  |  |  |  |  |
| |                                               |  |  |  |  |  |  |  |  |  |  |  |  |  |  |  |
| |                                               |  |  |  |  |  |  |  |  |  |  |  |  |  |  |  |
| | 6. Friedrich Franz II xứ Mecklenburg-Schwerin |  |  |  |  |  |  |  |  |  |  |  |  |  |  |  |
| |                                               |  |  |  |  |  |  |  |  |  |  |  |  |  |  |  |
| |                                               |  |  |  |  |  |  |  |  |  |  |  |  |  |  |  |
| | 26. Friedrich Wilhelm III của Phổ             |  |  |  |  |  |  |  |  |  |  |  |  |  |  |  |
| |                                               |  |  |  |  |  |  |  |  |  |  |  |  |  |  |  |
| |                                               |  |  |  |  |  |  |  |  |  |  |  |  |  |  |  |
| | 13. Alexandrine Marie của Phổ                 |  |  |  |  |  |  |  |  |  |  |  |  |  |  |  |
| |                                               |  |  |  |  |  |  |  |  |  |  |  |  |  |  |  |
| |                                               |  |  |  |  |  |  |  |  |  |  |  |  |  |  |  |
| | 27. Luise xứ Mecklenburg-Strelitz             |  |  |  |  |  |  |  |  |  |  |  |  |  |  |  |
| |                                               |  |  |  |  |  |  |  |  |  |  |  |  |  |  |  |
| |                                               |  |  |  |  |  |  |  |  |  |  |  |  |  |  |  |
| | 3. Heinrich xứ Mecklenburg                    |  |  |  |  |  |  |  |  |  |  |  |  |  |  |  |
| |                                               |  |  |  |  |  |  |  |  |  |  |  |  |  |  |  |
| |                                               |  |  |  |  |  |  |  |  |  |  |  |  |  |  |  |
| | 28. Carl Günther xứ Schwarzburg-Rudolstadt    |  |  |  |  |  |  |  |  |  |  |  |  |  |  |  |
| |                                               |  |  |  |  |  |  |  |  |  |  |  |  |  |  |  |
| |                                               |  |  |  |  |  |  |  |  |  |  |  |  |  |  |  |
| | 14. Adolf xứ Schwarzburg-Rudolstadt           |  |  |  |  |  |  |  |  |  |  |  |  |  |  |  |
| |                                               |  |  |  |  |  |  |  |  |  |  |  |  |  |  |  |
| |                                               |  |  |  |  |  |  |  |  |  |  |  |  |  |  |  |
| | 29. Luise Ulrike xứ Hessen-Homburg            |  |  |  |  |  |  |  |  |  |  |  |  |  |  |  |
| |                                               |  |  |  |  |  |  |  |  |  |  |  |  |  |  |  |
| |                                               |  |  |  |  |  |  |  |  |  |  |  |  |  |  |  |
| | 7. Marie xứ Schwarzburg-Rudolstadt            |  |  |  |  |  |  |  |  |  |  |  |  |  |  |  |
| |                                               |  |  |  |  |  |  |  |  |  |  |  |  |  |  |  |
| |                                               |  |  |  |  |  |  |  |  |  |  |  |  |  |  |  |
| | 30. Otto Victor I xứ Schönburg-Waldenburg     |  |  |  |  |  |  |  |  |  |  |  |  |  |  |  |
| |                                               |  |  |  |  |  |  |  |  |  |  |  |  |  |  |  |
| |                                               |  |  |  |  |  |  |  |  |  |  |  |  |  |  |  |
| | 15. Mathilde xứ Schönburg-Waldenburg          |  |  |  |  |  |  |  |  |  |  |  |  |  |  |  |
| |                                               |  |  |  |  |  |  |  |  |  |  |  |  |  |  |  |
| |                                               |  |  |  |  |  |  |  |  |  |  |  |  |  |  |  |
| | 31. Thekla xứ Schwarzburg-Rudolstadt          |  |  |  |  |  |  |  |  |  |  |  |  |  |  |  |
| |                                               |  |  |  |  |  |  |  |  |  |  |  |  |  |  |  |
| |                                               |  |  |  |  |  |  |  |  |  |  |  |  |  |  |  |

## Di sản
- Không lâu sau khi Juliana chào đời, cư dân của một ngôi làng nhỏ gần Den Helder đã xin phép Nữ vương Wilhelmina đặt tên ngôi làng của họ theo tên công chúa trẻ. Họ đã nhận được sự cho phép và đặt tên cho ngôi làng của mình là Julianadorp.[20]
- Công viên Vương nữ Juliana ở Ottawa, Ontario, Canada được đặt theo tên của bà.
- Sân bay quốc tế Princess Juliana ở Sint Maarten được đặt theo tên của bà.
- Cầu Nữ vương Juliana ở Willemstad, Curaçao được đặt theo tên của bà.
- Tên của bà được đặt cho tiểu hành tinh 816 Juliana.